# Szolnok
Szolnok (németül: Sollnock vagy Zolnock, szlovákul: Solnok, románul: Solnoca) megyei jogú város, Jász-Nagykun-Szolnok vármegye és a Szolnoki járás székhelye; itt van továbbá a Tisza egyik legfontosabb átkelőhelye. Elhelyezkedése a Zagyva torkolatánál, a Tisza-parton, az Alföld szívében évszázadok óta fontos kulturális és gazdasági útkereszteződéssé tette.
Körülbelül 66 000 lakossal rendelkezik, ezzel pedig Magyarország tizenkettedik legnépesebb települése, továbbá az Észak-Alföld harmadik legnépesebb települése.
Fontos közlekedési csomópont, amit a második világháború után épült Tisza-hídja szimbolizál a legjobban. Jelentős tranzit áruforgalmat bonyolít le közúton és vasúton egyaránt. A városban és környékén a fa-, a textil- és a vegyipar, valamint a papír- és a cellulózgyár fejlődött legnagyobb mértékben. A termálforrásoknak köszönhetően gyógyüdülőket és fürdőket építettek, ezzel pedig az egészségturizmust is fejlesztették a városban.
A város nevét 1075-ben említik először Zounok írásmóddal. Szolnok környékén számos őskori maradványra bukkantak, amelyek korai betelepüléséről tanúskodnak. A 150 éves, 16. és 17. századi török uralmat leszámítva Szolnok mindig is Magyarország részét képezte. A város súlyos szövetséges pusztításokat szenvedett a második világháborúban, melyekből gyorsan újraépült.
Szolnok a Tiszán átívelő hídjairól, a neoklasszicista városháza épületéről, a sörmúzeumról, a repülőmúzeumról, továbbá sportéletéről ismert. Legsikeresebb sportjai a kosárlabda és a vízilabda: utóbbi klub a Bajnokok Ligáját és az Európa Szuperkupát is megnyerte.
Szolnokon több nevezetes személy is lakott már, többek között Orbán Viktor miniszterelnök, Farkas Bertalan űrhajós és Szegő Gábor matematikus is. A lakosság több mint 98%-a magyar, ugyanakkor jelentős cigány kisebbség is él a városban.

## Nevének eredete
Kiss Lajos szerint puszta személynévből keletkezett magyar névadással, a kor dokumentumaiból a Zolnic és a Zounuc személyneveket emeli ki mint lehetséges forrást. Ezek a személynevek a magyar szó főnév származékai lehetnek ’szószóló’, ’követ’ jelentéssel (hasonlóan a Fegyvernek helynév keletkezéséhez). Mások az Erdélyből idáig vezető kora középkori sószállító útvonal miatt a szláv ’só’ (szol) szóból származtatják a nevét.

## Fekvése, természeti adottságai
Szolnok az Alföld közepén, Budapesttől 100 km-re, a Tisza két partján, annak Szolnoki-árterében, a Zagyva torkolatánál helyezkedik el, Jász-Nagykun-Szolnok és Pest vármegyék határán. Éghajlata nedves kontinentális; a forró, száraz nyarat általában hideg tél követi. Ezen a tájon a legmagasabb a napsütéses órák száma; az átlagos csapadékmennyiség 480–500 mm. A természeti adottságok közül kiemelkedő, hogy a város és térsége igen gazdag élővizekben. A Tisza és a Zagyva mellett a Holt-Tisza és a Holt-Zagyva is bővelkedik természeti értékekben.
| Hónap                                                                                | Jan. | Feb. | Már. | Ápr. | Máj. | Jún. | Júl. | Aug. | Szep. | Okt. | Nov. | Dec. | Év   |
| ------------------------------------------------------------------------------------ | ---- | ---- | ---- | ---- | ---- | ---- | ---- | ---- | ----- | ---- | ---- | ---- | ---- |
| Átlagos max. hőmérséklet (°C)                                                        | 2,1  | 5,4  | 11,3 | 16,8 | 22,3 | 25,4 | 27,7 | 27,4 | 22,9  | 16,6 | 8,3  | 3,5  | 15,9 |
| Átlaghőmérséklet (°C)                                                                | −0,8 | 1,3  | 5,9  | 11,5 | 16,9 | 20,0 | 21,8 | 21,3 | 16,6  | 10,9 | 4,7  | 0,9  | 11,0 |
| Átlagos min. hőmérséklet (°C)                                                        | −4,1 | −2,6 | 0,9  | 5,6  | 10,6 | 13,6 | 14,8 | 14,8 | 10,9  | 5,8  | 1,0  | −2,3 | 5,8  |
| Átl. csapadékmennyiség (mm)                                                          | 27   | 24   | 26   | 41   | 60   | 64   | 53   | 49   | 42    | 34   | 39   | 37   | 496  |
| Havi napsütéses órák száma                                                           | 60   | 96   | 148  | 186  | 247  | 261  | 283  | 265  | 200   | 153  | 75   | 52   | 2026 |
| Forrás: http://www.met.hu/eghajlat/magyarorszag_eghajlata/varosok_jellemzoi/Szolnok/ |      |      |      |      |      |      |      |      |       |      |      |      |      |

## Vizei

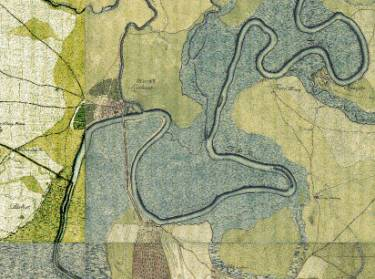
Szolnok az első katonai felmérés (1782–84) alapján készült térképen. Jól látható, hogy a folyószabályozás előtt merre folytak a természetes vizek. A haragoszöld foltok ártéri mocsaras területeket, a világoszöldek nedves réteket, a sárgás részek száraz réteket és homokhátakat jelölnek a térképen

Ahogyan Egyiptom létét a Nílusnak, úgy Szolnok a Tiszának (és a Zagyvának) köszönheti. A Tisza és Zagyva találkozásánál épült város eredeti magja valahol a két folyó által körbezárt V alakú területen volt. A Zagyva szabályozása előtt a „V” északi része is viszonylag elzárt, mocsaras terület lehetett. A Tisza egyszerre jelentett megélheti forrást, közlekedési útvonalat és védelmet az ott lakóknak. A mai Tiszaligetre Szandaszőlős felől Szolnokra vezető „Százlábú” eredetileg a Tisza egyik korábban elhagyott medre felett ível át. Ha megnézzük az első katonai felmérés során készült térképet, akkor látható, hogy a folyószabályozás előtt az élő Tiszától ma délre található Alcsi-sziget eredetileg a Tisza egyik félszigete volt, és a keletről, valamint délről északnyugatra haladó utak kénytelenek voltak a mai Szandaszőlősnél délről megkerülni a mai Holt-Tiszát. A folyószabályozást követően ez az ág kikerült az „élő” Tiszából; ma kedvelt kajakos-, kenus- és horgászóhely.
A felszíni vizek mellett a mélyben forró artézi vizekre is találtak, amelyek táplálják a Tisza Szálló és a Tiszaliget fürdőit, valamint a város több pontján ivóvizet is szolgáltatnak a lakosság számára.

## Földtörténete
Szolnok legmagasabb pontja, a Beke Pál halma 101,3 m, Szandaszőlős külterületén található. Szandaszőlős alatt, mélyfúrások tanúsága szerint megközelítően 2 km mélységben helyezkedik el a medencealjzat. A terület alatti kéreg az európai táblából származik, kristályos, feltételezhetően kambrium előtti (mintegy 1 milliárd éves) keletkezési idejű. Legidősebb kőzetei a mecseki hasonló korú, de a felszínen levő kőzetekkel rokon képződmények. Későbbi korok emlékeként északkelet–délnyugati csapásirányban a mélyfúrások megtalálták a triász-jura korú mészköveket is a mélyben. A kréta és az idősebb harmadidőszak vulkanikus maradványokat és flis üledékeket hagyott maga után. Az idősebb harmadidőszakban Szolnok alatt újra flis üledékek, majd a harmadidőszak fiatalabb szakaszában vastag vulkáni kőzetrétegek jöttek létre. A harmadidőszak végén a feltöltődő Pannon-tenger hagyta hátra több száz méter vastag üledékeit. Ezek az üledékek plasztikus mivoltuknál fogva mintegy ráborulnak az idősebb medencealjzat domborzatára. Ezt követően folyóvízi, ártéri, tavi üledékek rakódtak le. A lösz vastagsága legfeljebb egy-két méter. Végül folyami homokot fújt ki a szél, ami Szolnok legtöbb pontján a felszínen vagy kissé a felszín alatt több méter vastagságban megtalálható. A fúrások artézi vizet találtak mintegy 900 m mélységben; jelenleg egy kút működik Szandaszőlősön. Szintén ismert mélységi fúrásokból földgáz jelenléte a város alatti kőzetrétegekben.

### Megafauna a Tisza partján

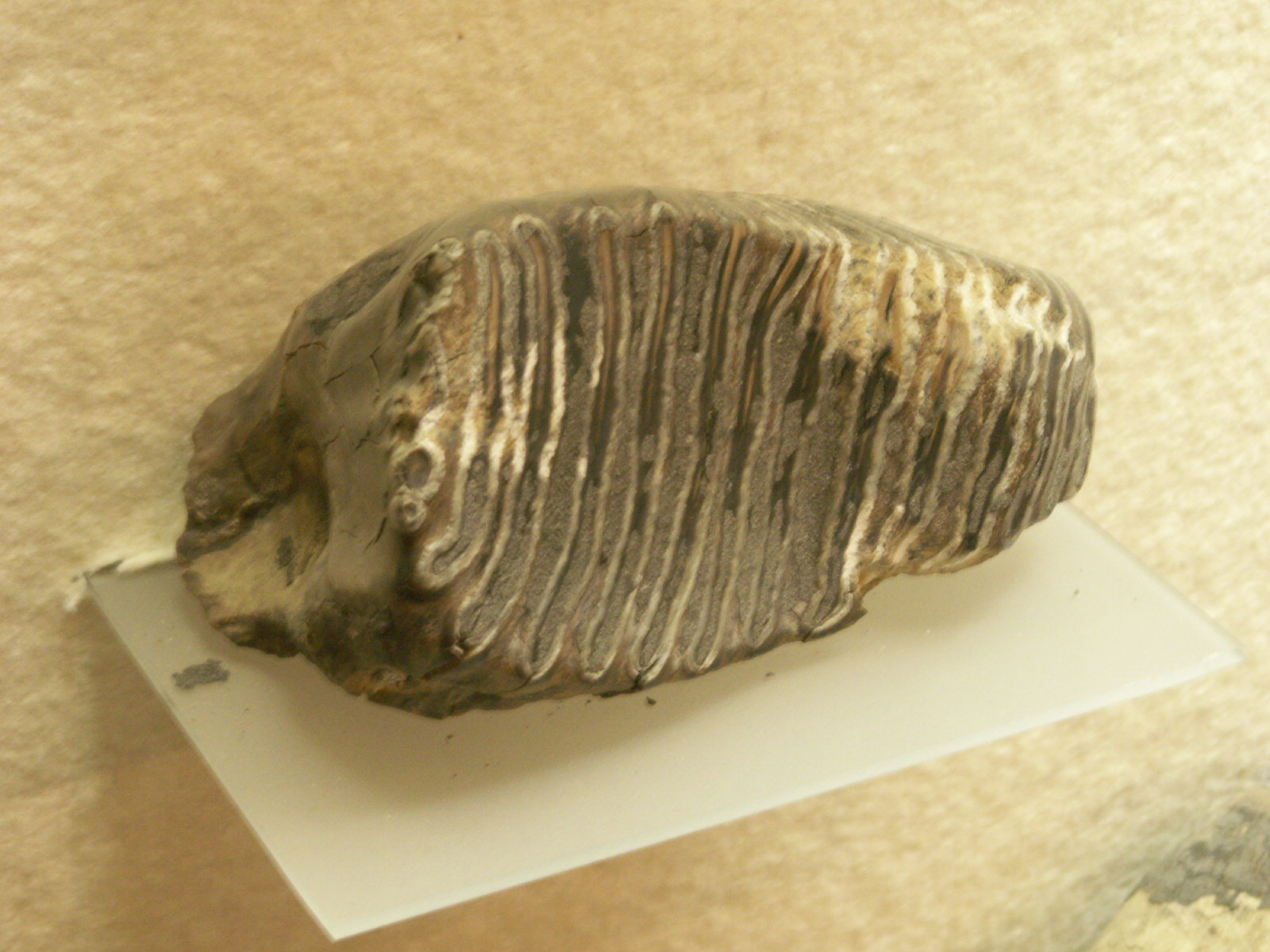
Gyapjas mamut foga

A paleolitikum utolsó szakaszában lerakódott folyami üledékekből hatalmas bölénykoponyák, alkalmanként mamutcsontok és más nagy emlősök maradványai kerültek elő a Tiszából. Gyakran kotróhálókban vagy egyszerű halászhálókban akadtak fenn, máskor a folyószabályozást kísérő munkálatoknál kerültek elő. A jégkorszak utolsó harmadában igazi szabadtéri „vadaspark” lehetett a mai Szolnok helyén, számos, mára kihalt nagy emlőssel, valamint olyan állatokkal, amelyek ma sokkal északabbra élnek (például jávorszarvas, rénszarvas).
A Tiszából kihalászott csontok között őslovak, gímszarvasok, mamutok, gyapjas orrszarvúk, őstulkok, óriásszarvasok, ősbölények maradványaira akadtak. Ezek az állatok nagy csapatokban, csordákban járták a folyó környékének erdős-rétes és füves pusztás élőhelyeit, illetve az egykori ligeterdőket. Egykor páratlanul gazdag volt az állatvilág a Tisza mentén. Az előkerült maradványok szerint ez a megafauna a jégkorszak utolsó szakaszában, a felső pleisztocénben élt. A Tiszában talált csontokból rekonstruálható fauna összetétele nagyjából olyan, mint amilyen az elmúlt 120-130 ezer évben élt itt.
A jégkorszak végén hatalmas csordákban vonultak a nagy testű állatok, pihenő- és táplálkozóhelynek használva a Tisza árterét. A jégkorszak legkésőbbi szakaszában a rénszarvasok csontjai kerültek elő a legnagyobb mennyiségben.
De nem csak állatok maradványai kerültek elő ebből a korból. A jégkorszak előtt a térség és a város későbbi kül- és belterülete már lakott volt. Az 1800-as években is előkerültek olyan leletek, amelyek az emberek paleolitikumi megtelepedését bizonyítják Szolnokon. Mamut-, gyapjasorrszarvú-, ősbölénymaradványok, mamutagyarból csiszolt csontpohár, illetve Tiszaörvénynél egy jávorszarvas agancsának rózsarészéből kifaragott csontpohár is előkerült. Ezek a leletek hazai és nemzetközi viszonylatban is rendkívül értékesnek és egyedülállónak mondhatóak.

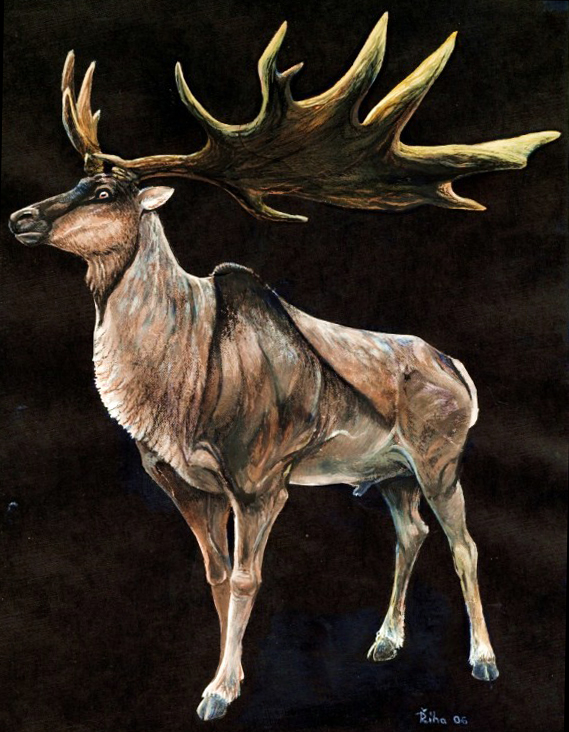
Óriásszarvas

Az alábbi jégkorszaki állatok csontjai kerültek elő (nem teljes a lista):
- Bison priscus (ősbölény)
- Alces alces (jávorszarvas)
- Bos primigenius őstulok)
- Coelodonta antiquitatis (gyapjas orrszarvú)
- Mammuthus primigenius (gyapjas mamut)
- Megaloceros giganteus (óriásszarvas)

A Tiszából (számos darab a szolnoki Tisza-szakaszról származik) kerültek leletek a Magyar Állami Földtani Intézetbe, a Magyar Természettudományi Múzeum Föld- és Őslénytárába nagy számban. Az utóbbi gyűjteményben őriznek egy láncra vert mamutcombcsontot. A csontot az 1800-as évek elején Szolnok mellett halászták ki a Tiszából. Ezt követően a babonás emberek Pásztóra vitték, s a község elöljárói úgy döntöttek, hogy megvasalják. Védő amulettként vagy talizmánként kiakasztatták a község kapuja fölé.
Szép leletek láthatók még a Damjanich János Múzeumban, a tiszaföldvári Tiszazugi Földrajzi Múzeumban és a kalocsai Viski Károly Múzeumban, valamint a Tóth Mike-gyűjteményben.
Jelenleg nem ismert a megafauna kihalásának pontos oka; az egyik lehetséges elmélet az ún. pleisztocén–holocén becsapódási esemény, ami a nagy testű állatok világméretű, gyors kihalását égitestbecsapódással kívánja magyarázni.

## Története

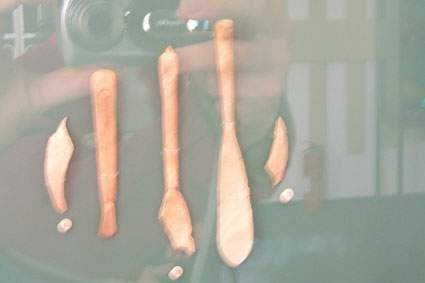
Újkőkori csonteszközök Szandaszőlősről

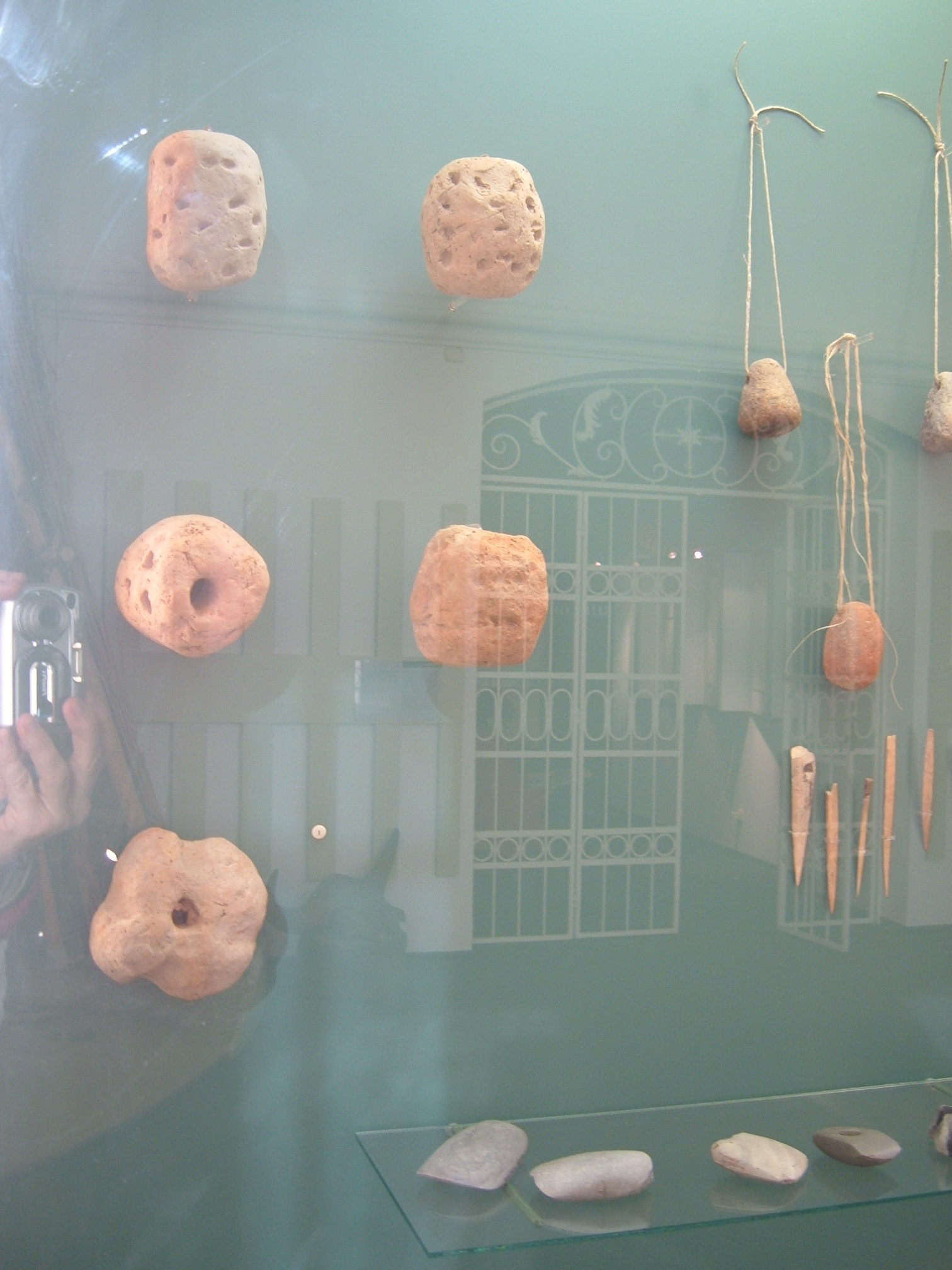
Újkőkori hálónehezékek Szandaszőlősről, Szajolról, Törökszentmiklósról

### A késő paleolitikumtól a neolitikumig
A terület a paleolitikumtól kezdve lakott volt. Az első ismert telepesek facölöpökre fektetett állatbőrökből készült, illetve náddal borított ideiglenes sátrakban lakhattak, amit a fennmaradt cölöplyukak is bizonyítanak. Fő vadászzsákmányuk előbb a mamut és a rénszarvas, majd szarvas, őz és vaddisznó lehetett. Fennmaradtak kőeszközeik is, amik fehér tűzkőből készültek, mikrolit technikával.
A neolitikum korából gyakran maradtak fenn halászati eszközök maradványai, mint hálónehezékek, horgok, ami az akkori emberek megélhetésében a halászat fontosságát mutatja. Általában agyagból készültek, mint azok a rituális szobrocskák, amelyek isteneket, bikákat és stilizált női alakokat formálnak. Szandszőlősön rábukkantak egy neolitikumi közösségre, amelynek tagjai már állandó jelleggel megtelepedtek a területen.
A mezolitikum emberei már állandó településeken laktak. Földműveléssel és állattenyésztéssel foglalkoztak; rekonstruált házbelsőt a Damjanich János Múzeumban láthatunk. A házak nagyrészt fából voltak. Használták már a szekeret is, ennek makettje is megmaradt. A gabonatárolásra nagy méretű cseréphombárokat használtak.

### A bronzkortól a késő vaskorig
A bronzkor idején új népcsoportok érkeztek a Kárpát-medencébe. A Szolnokhoz közeli Tószeg határában álló Kucorgó-halom vagy tell é. sz. 47° 06′ 01″, k. h. 20° 08′ 22″47.100378°N 20.139386°E helyén egy kiterjedt település állt; a házak anyagából vastag vályogrétegek halmozódtak fel. Az ekkori emberek lovat, disznót, juhot és szarvasmarhát tartottak és kagylót gyűjtögettek a folyóból. A leletek között bronzeszközök, kardok, szívkagyló-maradványok is előfordulnak, ami távolsági kereskedelem meglétére utal.
A rómaiak nem tudtak katonai állásokat kialakítani az Alföld területén, ezért az ókorban szkíták, kelták, szarmaták éltek a területen. A leletek alapján a vaseszközök megmunkálását és azok használatát, illetve a fazekasmesterséget, valamint a korongozást a szkíták honosították meg Szolnok környékén.
Szolnokon és közvetlen környezetében számos szkíta kori lelőhelyet találtak. Ilyen volt például a Zagyva-gát építésekor fellelt településmaradvány, ahol edénytöredéket, Szandaszőlősön pedig egy bögrét találtak.
A szkítákat a kelták követték. A kelták fegyverzetéből vaskardok és pajzsok köldökdíszei, valamint lószerszámok vas alkatrészei maradtak ránk.
Ezt követően az iráni eredetű szarmaták telepedtek le a város környékén. A szarmata népesség esetenként háborúban, máskor kereskedelmi kapcsolatban állt a Római Birodalommal. A leletanyagban nem ritka a római pénz, fegyver, ékszer és kerámia. A katonai repülőtér bővítésekor (1952-ben) 223 szarmata és gepida sírt tártak fel. Innen rendkívül gazdag leletanyag került elő: aranyozott és díszes fibulák, vasfegyverek, csontfésűk, övkapcsok és edények. A szarmaták után germán ajkú népek vették birtokukba az Alföldet.

### A népvándorlás kora

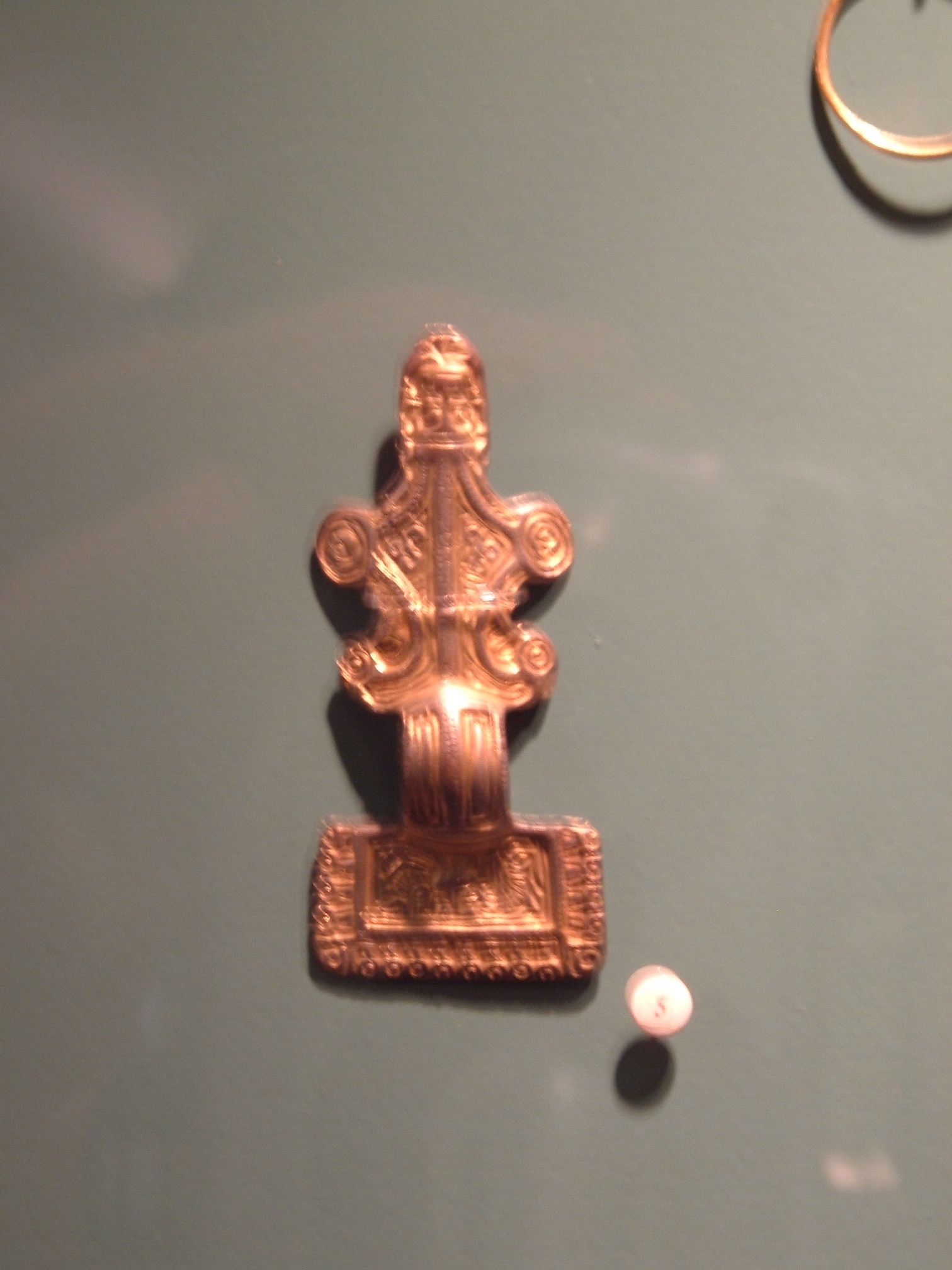
Arany gepida övcsat Szandaszőlősről

A gepidák jelentős kincsleletét Szandaszőlős Ó-Szanda nevű területén találták a régészek. Ismerték már az üveget is, színes-sávos üvegből készült nehéz gyöngyöket hordtak. A gepidák elvonulása után avarok lakták be a területet. A magyarokhoz hasonlóan a gazdagabbak lovukkal együtt temetkeztek. A honfoglaló magyarok a 10. században telepedtek meg itt; jelentős emlékünk a szolnoki Strázsahalomról előkerült szép arany tarsolylemez.
Az 5. század eleji hun expanzió nem hagyott hátra régészeti anyagot Szolnokon. Elképzelhető, hogy a meghódított és szövetségre kényszerített germán népek helyben maradtak a támadás idején, vagy elmenekültek, és egy időre teljesen elnéptelenedett a környék.
A 6. század közepén megjelentek az avarok, és a 9. századig végig kimutatható jelenlétük. A Rákóczifalva-kastélydombi temető arra utal, hogy Szandaszőlőstől mindössze 1,5 km-re jelentős szállásuk volt.

### A középkori Szolnok

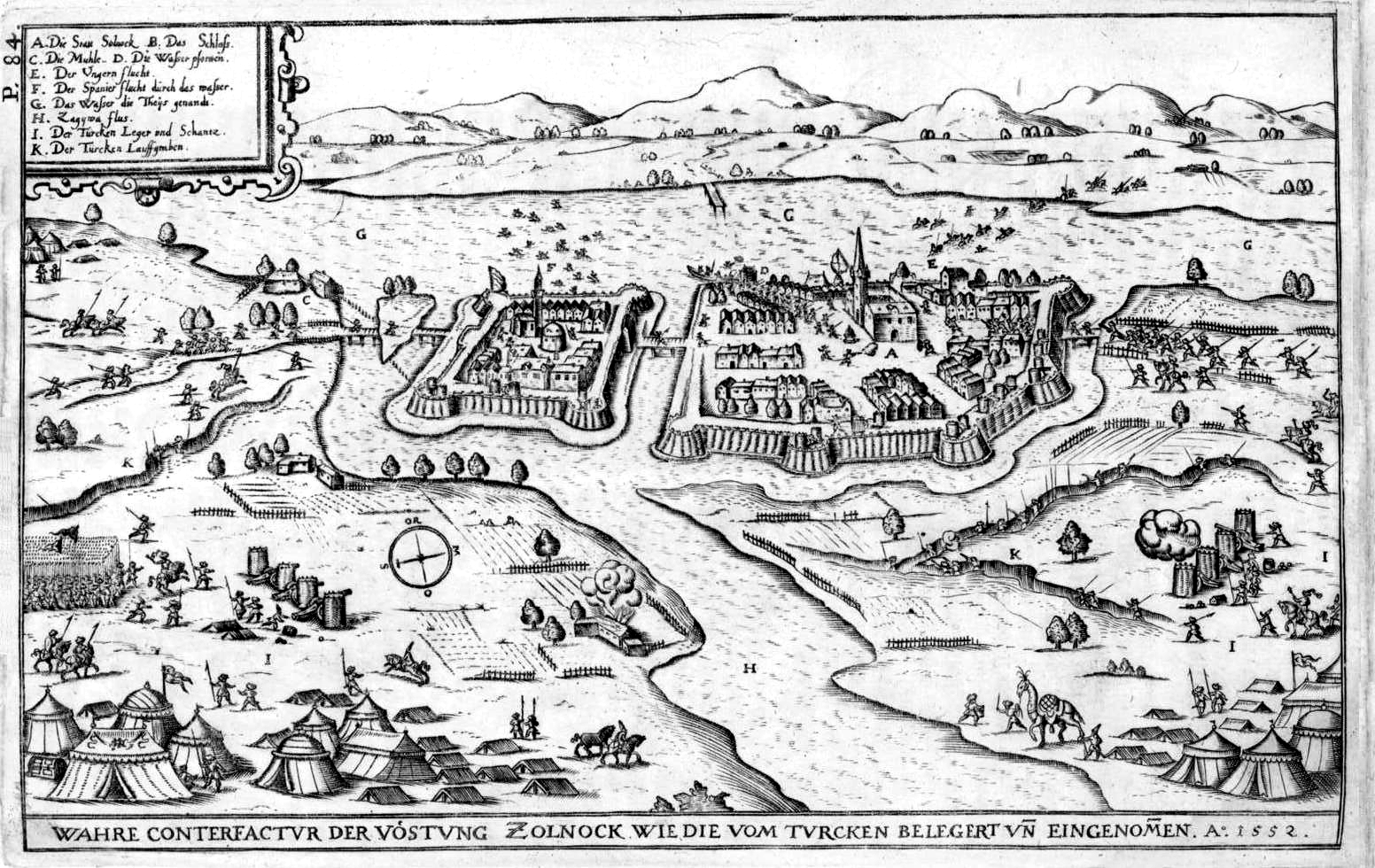
A szolnoki vár 1552-es rézmetszeten. Megjegyzendő, hogy a háttérben álló Mátra hegyei tiszta időben valóban láthatók Szolnokról, de 180 fokkal elforgatva

Szolnokot 1075-ben említik először I. Géza garamszentbenedeki alapítólevelében, Zounok alakban. Valószínűleg Szaunik volt Szolnok vármegye első főispánja, akit a Vata-féle pogánylázadás idején Gellért püspökkel együtt meggyilkoltak. A 11–13. században a várost ZOUNOK, SAUNIC, ZOUNUC és ZAWNUCH változatban említik. Az Árpád-ház uralkodása alatt mezőváros volt, Szolnok vármegye központja. A tatárjáráskor elnéptelenedett; IV. Béla népesítette be újra. Vélhetően földből készült töltéssel vették körül a várost, ami az évszázadok városépítési tevékenységei során elpusztult. Szolnok ezekben az évszázadokban többször is gazdát cserélt; tulajdonosai nem fogtak jelentősebb építkezésekbe. A korabeli feljegyzések többször csak faluként említik. A szolnoki vár és a város a feudális állam megszervezésével alakult ki a Tisza partján, a Zagyva torkolatánál. Ispánsági székhelyként egyben egyházi központ szerepét is betöltötte. Szent István rendelete szerinti tíz település által emelt templomi székhely volt.
Szolnok a királyi vármegye felbomlásáig királyi birtok volt. A 11. században a tiszai rév, vámhely és a vármegyeközponti szerepe elősegítette gyors fejlődését. Ismert, hogy a máramarosi sóbányákból származó árut a Tiszán, vízi úton olcsón tudták szállítani Szolnokra. Ezenkívül szárazföldi utak is átmentek rajta. Ennek ellenére a középkor nagyobb részében megőrizte mezővárosi arculatát, és nem fejlődött nagyobb várossá. Vára 1552-ig földvár, illetve palánkvár maradt. Szolnokot Luxemburgi Zsigmond király a harmincad alól 1422-ben, a vám alól pedig 1429-ben mentette fel; ettől kezdve nevezhető mezővárosnak. A városban sóhivatal és harmincadhivatal működött, az Aranybulla rendelkezésénél fogva a törökök megérkezéséig az ország két fő sóraktára Szolnokon és Szegeden volt. (Azonban a város neve a szláv szol ’só’ szóval nincs összefüggésben.)

### Szolnok a török időkben

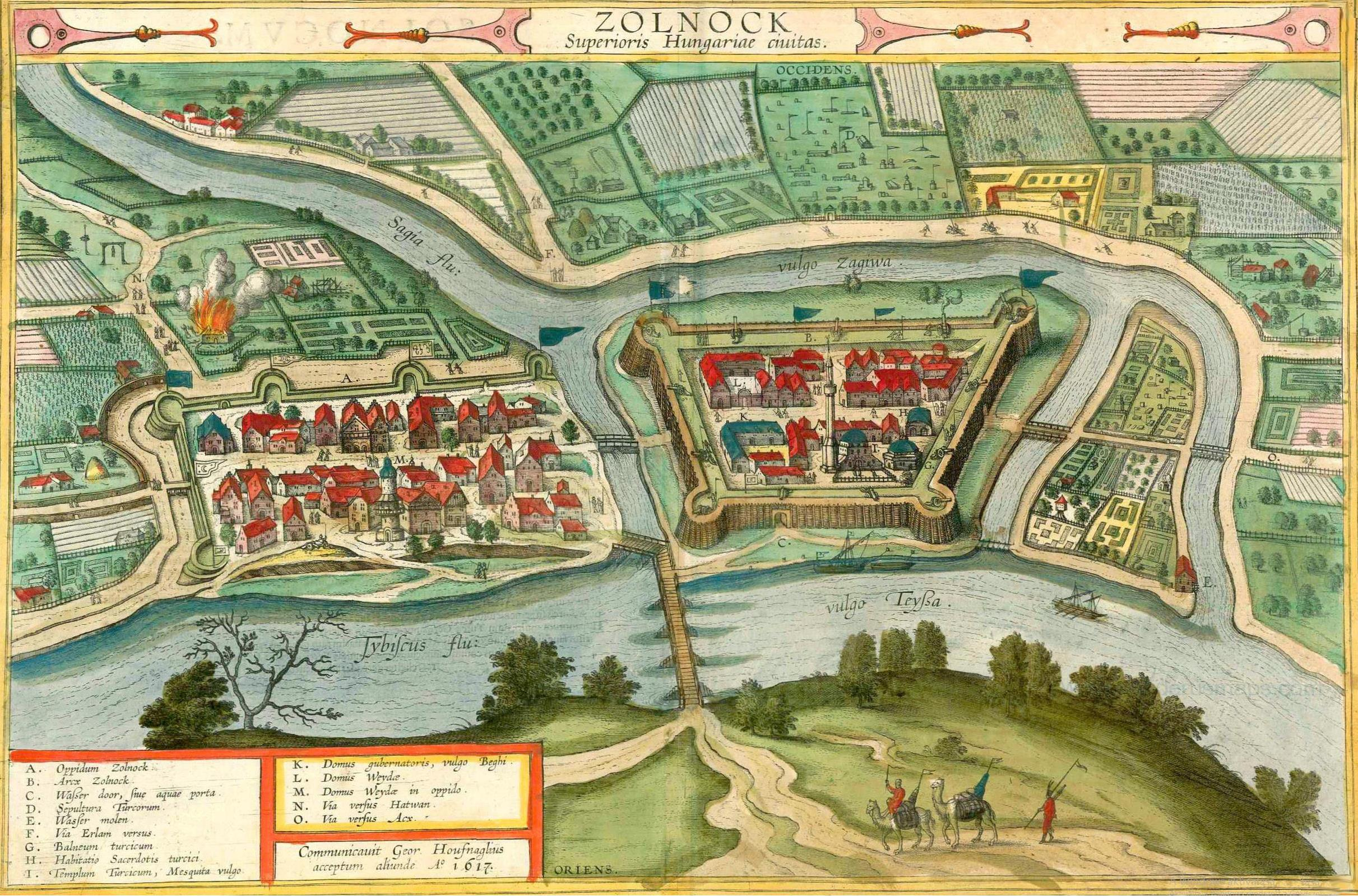
A szolnoki vár egy 1617-es rézmetszeten

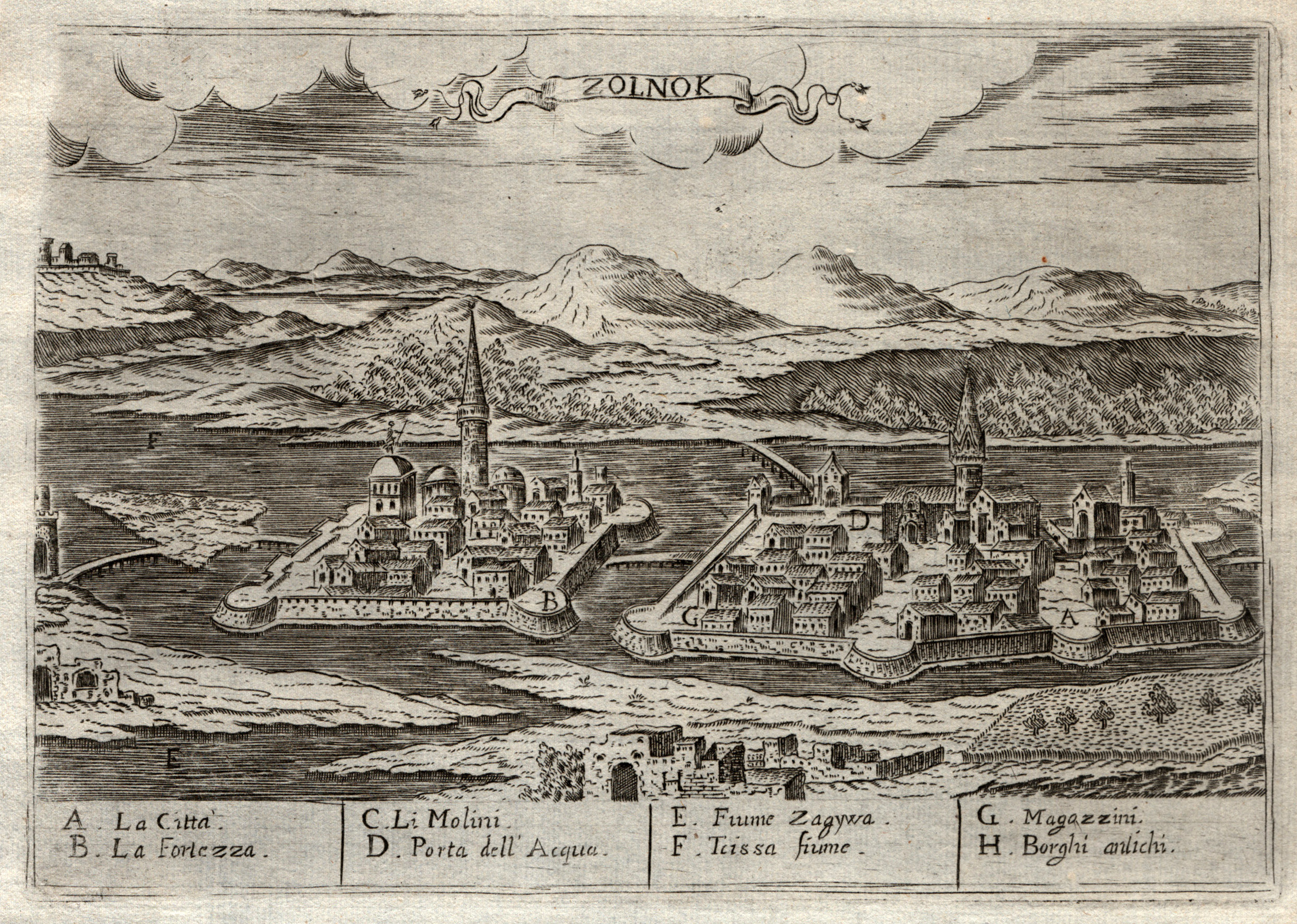
A szolnoki vár rézmetszeten. A szerző vagy nem ismerte a helyszínt, vagy stilizáltan ábrázolta a környezetet, mert a tájkép helytelen, a vár és a folyók viszont történetileg hűek

Szolnoknak és a szolnoki várnak fontos szerepe volt a végvárrendszerben: a töröknek Temesvár és a Duna–Tisza–Maros szögének elfoglalása után mindössze egyetlen jelentősebb erősséget kellett elfoglalnia, Szolnok várát. Szolnok után északra legközelebb Eger vára a következő jelentős erősség. A királyi Magyarország gerincét, a Felvidéket mindössze ez a két jelentősebb vár védte délről. Magyar, erdélyi, bécsi hírszerzők jelentették 1552 júniusa óta, hogy a törökök Temesvár eleste után előbb Szolnok, majd Eger ostromára indulnak. Az említett két vár elfoglalása erős érdekében állt a budai Ali pasának. Miután a legjelentősebb síksági erődök elestek, I. Szulejmán szultán utasította Ahmedet, Alit és Mohamedet, hogy hadaikat e két végvár ellen vezényeljék.
A régi szolnoki földvár helyén I. Ferdinánd utasítására 1550–51-ben, a török veszély miatt Szolnokot városfallal vették körbe (részben Dobó István terve szerint), várát megerősítették, élére Nyáry Lőrincet nevezték ki. Nyáry parancsnoksága alá 1400 főnyi spanyol, német, cseh és kisszámú magyar katona tartozott. A vár 24 ágyúval, 3000 puskával, 800 mázsa lőporral és nagy mennyiségű élelmiszerrel volt felszerelve. Megásták a Zagyva mai torkolati szakaszát, ami tehát nem az eredeti medre a folyónak. (Az eredeti mederrész mára feltöltődött, és mindössze egy kisebb tó maradt belőle a szolnoki MÁV-kórház előtt. Ma úgy ismert, mint az egykori várárok maradványa.)
1552. szeptember 2-án Ahmed Ali pasa 40 000 fős serege ostromzár alá vonta a várat. Először a német zsoldosok foglalkoztak a szökés gondolatával, azonban a magyar naszádosok szöktek meg legelőször. Szeptember 3-án éjjel a magyar és spanyol lovasok átúsztattak a Tiszán, majd a naszádosok visszatértek a gyalogosokért. 1552. szeptember 4-én éjszaka a zsoldosok elszöktek, sorsára hagyva a várat. A várkaput reggelre nyitva hagyták, bedeghi Nyáry Lőrinc és a hozzá hű 50 hajdú fogságba estek. A várat a törökök 1685-ig megszállva tartották.
Mekcsey István írta húgának négy nappal azelőtt, hogy a török előhad Egerbe érkezett:
…egyebet nem írhatok, …hanem mindennap fejünkre várjuk az sulykot, mert immár Szolnokot is megadták az árulók.
Ahmed és Mohamed mintegy 2000 fős helyőrséget hagyott Szolnok várában, mielőtt Eger ellen indultak volna.
A törökök 1553-ban létrehozták a szolnoki szandzsákot, és jelentős építkezésekbe fognak, dzsámi, fürdő, minaret épült, és 1562-ben itt készült el az ország első állandó Tisza-hídja. A szolnoki török kori híd maradványai a Tisza 2003. augusztusi alacsony vízállásakor kerültek napvilágra. A török emlékek a későbbi harcok folyamán és nagyrészt szándékos pusztítások miatt teljesen megsemmisültek, csupán a minaret alapjai maradtak meg, helyüket díszkút jelzi. Szolnokon másolták az egyetlen Magyarországon készült török kódexet, amely Szulejmán hadjáratát írja le. A megszállás korából török és magyar kerámiák maradtak ránk.

### A törökök után

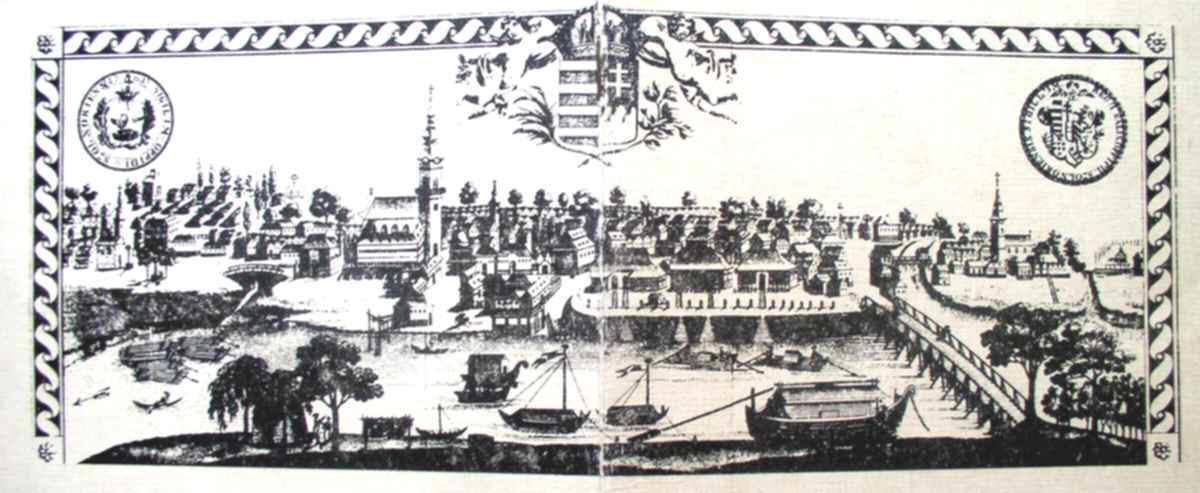
Szolnok Verseghy Ferenc korában (18–19. század fordulója)

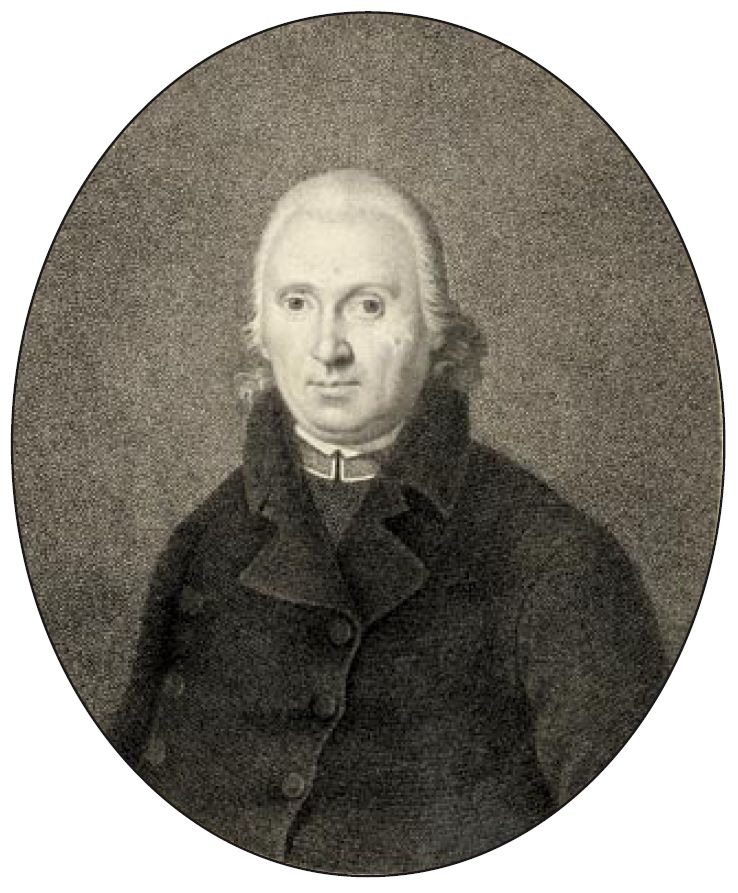
Verseghy Ferenc (1757. április 3. – Buda, 1822. december 15.)

1685-ben a várost Sigbert Heister és Claude Florimond de Mercy tábornokok vezérletével felszabadították a török alól, ami nagy károkat is okozott egyúttal benne. Antonio Caraffa fővezér a várat stratégiai fontossága miatt kijavíttatta.
Az államhatalmi és államigazgatási feladatokat Heves és Külső-Szolnok ideiglenesen 1876-ig egyesített vármegyék elöljárói és a pozsonyi Magyar Kamara óbudai tiszttartósága látta el. Előbbi kettőt Szolnokon rendszerint egy esküdt és egy komisszárius képviselte. 1697-ben Thököly Imre a várat felgyújtatta.
A Rákóczi-szabadságharc eseményei 1703-ban és 1706-ban elérték Szolnokot, és a város újra a földdel vált egyenlővé. 1706-ban II. Rákóczi Ferenc vezére, Deák Ferenc felgyújtatta a várat, hogy ne vegyék hasznát a császáriak, mire Jean Rabutin császári hadvezér a romladozó vár kövei egy részét széthordatta. 1710-ben a Rákóczihoz hű csapatok a várat újra hatalmukba kerítették, de Jacob Joseph Cusani őrgróf, császári vezér elől október 10-én ismét kiürítették. A Rákóczi-szabadságharc után a várat végleg tönkretették, maradványait széthordták.
A pusztítás annyira nagymérvű volt, hogy egy 1749-es feljegyzés csak egy kocsmáról és egy kilenc embert foglalkoztató serfőzdéről tesz mindössze említést.
A mai városnak nincs is semmi köze a régihez. Hiteles adatok szerint tízszer pusztult el ellenséges dúlás következtében. De legszörnyűbb volt tizenegyedik pusztulása, amely teljesen elsodorta a földszínéről. 1739. év március 12-én rettenetes ciklon dühöngött keresztül a romjaiból alig két évtizeddel előbb kiemelkedő városon. Egykorú leírás szerint tűz is ütött ki, ami a szélviharral együtt megsemmisített mindent. Még élő fa sem maradt a földben. A Tiszán fekvő fenyőszálakat is szétszórta, a hidat is feltépte az orkán s elpusztította a tűz. Csak az akkor felépített templom és a szerzetesi kolostor kerülte el az enyészetet, amit elszigeteltségének köszönhetett, mert az akkori város nem terjedt a vártól a mai piactérnél tovább. E szörnyű pusztítás semmisített meg minden régi emléket, ez enyésztette el a város régi értékes iratait. Az 1740 előtti időből ezért nincs szinte egyetlen sor sem a városi magistratus ténykedéséről.

### Nemes családjai
Bedekovics, Czakó, Fülöp, Móra, Sándor, Telek, Tompa és Vincze.

### A „feltámadó” város
A város lassan újra fejlődésnek indult. A Tisza szabályozása és a gőzhajózás növelte Szolnok jelentőségét. 1847 óta Szolnokot vasút köti össze Pesttel. A Pestről az osztrákok elől 1849 januárjában menekülő kormány igénybe vette az új vasutat.

#### Szolnok az 1848–49-es forradalom és szabadságharcban

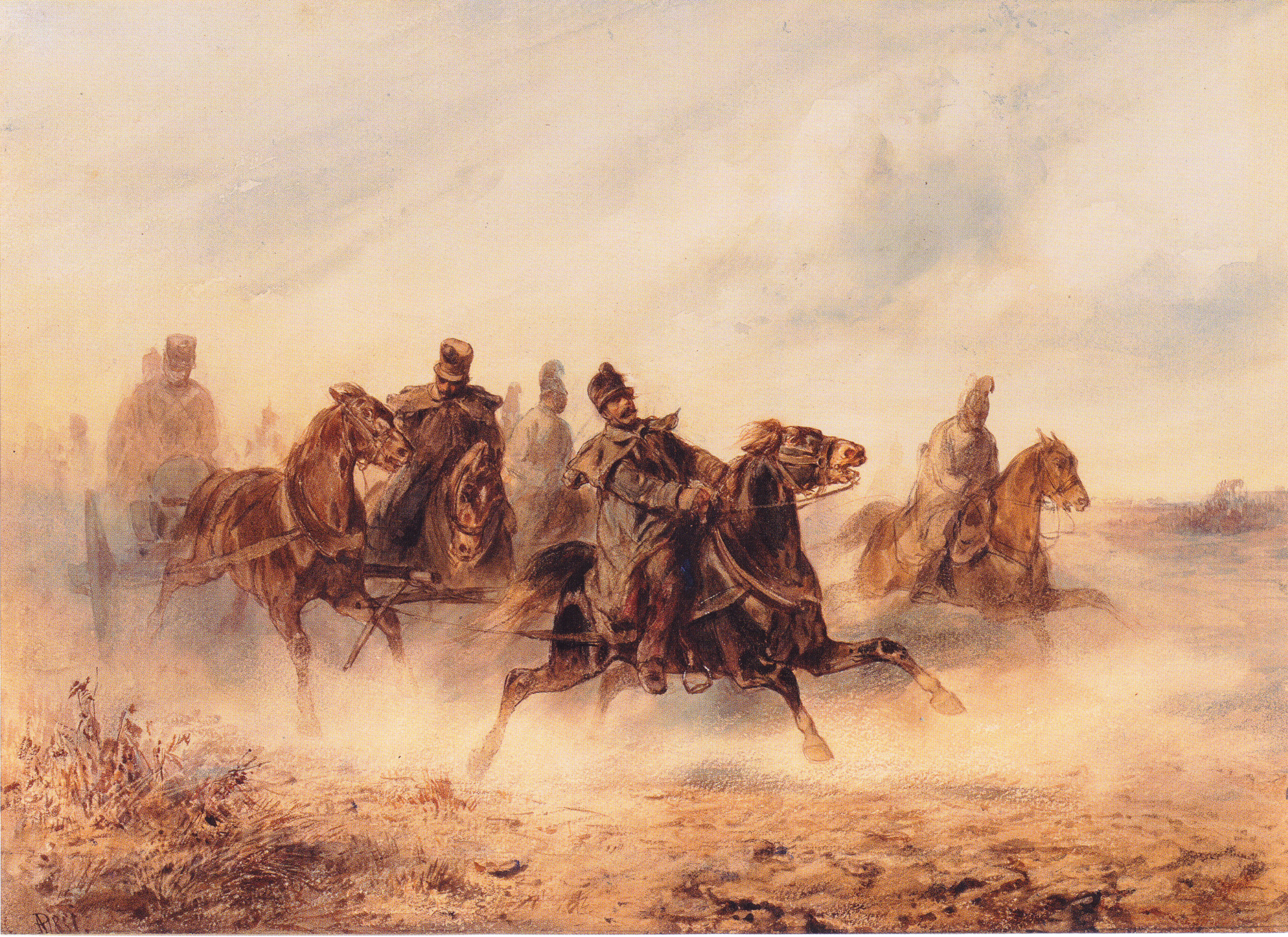
A szolnoki ütközetből menekülő császári királyi tüzérség

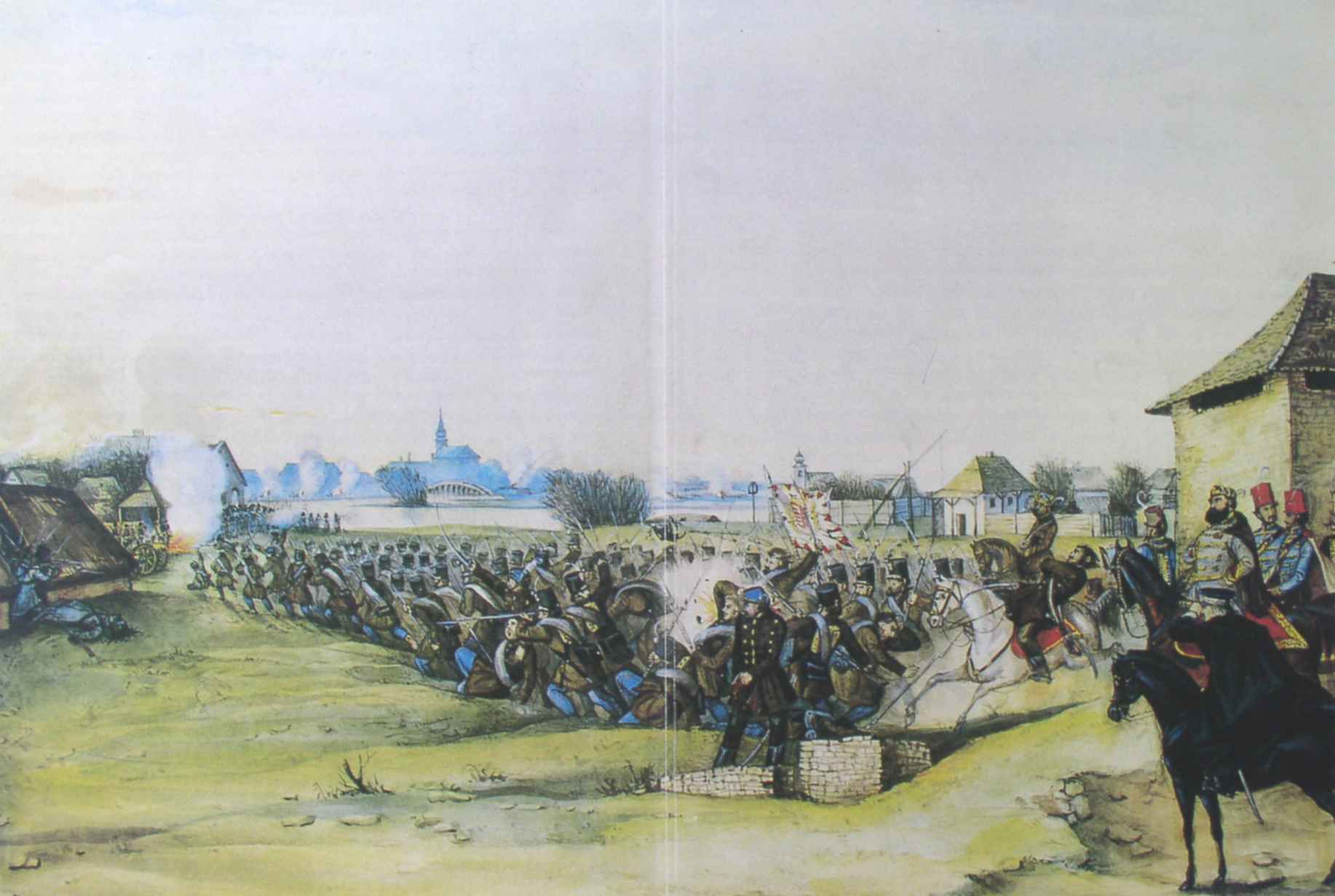
Than Mór: a szolnoki csata

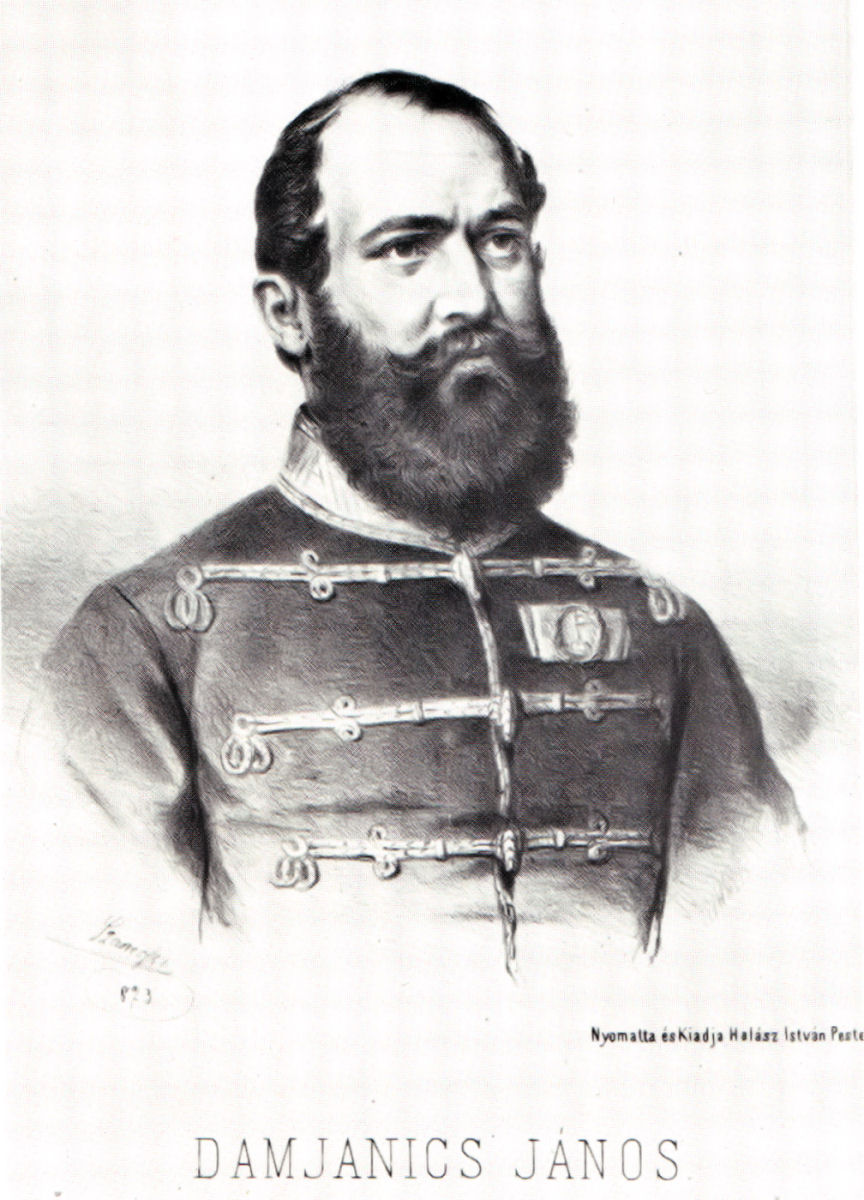
Damjanich János (1804. december 8. – 1849. október 6.)

Az 1848-49-es szabadságharcban a szolnokiak is részt vettek.
A jól ismert március 5-ei szolnoki csata előtt – január 22-én – már sor kerül egy ütközetre az osztrák csapatokkal Perczel vezetésével.
Miután a fővárost az osztrák csapatok elfoglalták, Windisch-Grätz parancsba adta Ottinger lovas dandárjának, hogy üldözzék Perczel Mór csapatait a Tisza mögé. A császári csapatok 1849. január 13-án megérkeztek Szolnokra (a tiszai hídfőt mindössze egy század őrizte). Perczelt Debrecenből utasították Szolnok elfoglalására, aki Törökszentmiklós felől közeledett, míg Tiszabő irányából Kazynczi dandára. A csata legvéresebb és döntő ütközete a városban zajlott le, ahol lovasharcban a magyarok felülkerekedtek az osztrákokon, akik Ceglédig meg sem álltak.
Windisch-Grätz látván a helyzet állását, újabb csapatokat küldött Szolnok elfoglalására. A magyarok a túlerő miatt visszavonultak a Tisza keleti partjára, és 1849. január 28-án Szolnokot újra birtokba vették az osztrákok.
A császáriak úgy gondolták, hogy a következő támadás Szanda (ma Szandaszőlős) felől lesz várható, Damjanich csapatai azonban hadicsellel élve Cibakházánál átkeltek a Tisza bal partjára, és Tószeg irányából vonultak Szolnok felé.
1849. március 5-én a szolnoki csatában Damjanich tábornok és Vécsey Károly gróf csapatai győzelmet arattak Karger osztrák tábornok dandárja felett. Reggel 9 óra körül az Indóház és az Újvárosi Iskola környékén – az osztrákok meglepetésére – támadást indítottak a magyarok. A pár órás ütközetben a császáriak egy része a Zagyvában lelte halálát, míg mások el tudtak menekülni. A magyarok a Tisza átkelőhelyét ellenőrzésük alá vonták.

#### Szolnok azOsztrák–Magyar Monarchiakorában

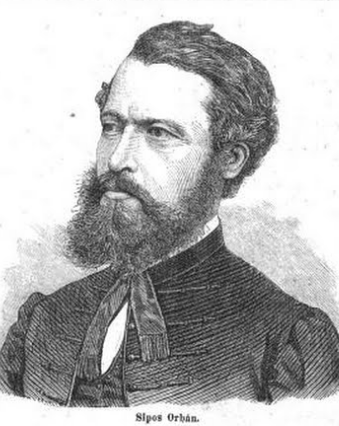
Sipos Orbán alispán (1835-1926)

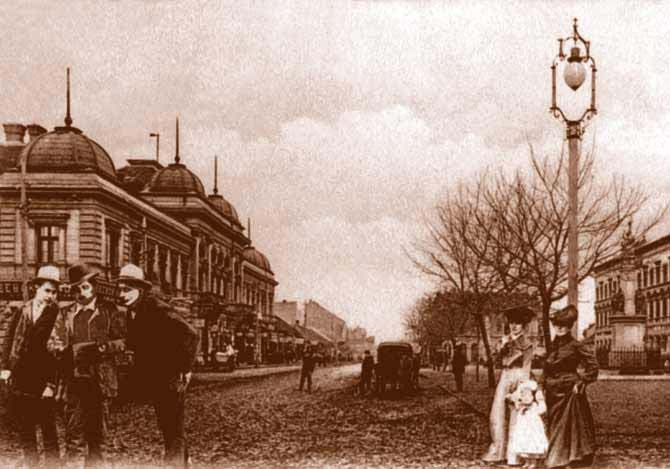
A szolnoki városháza a 19. század végén

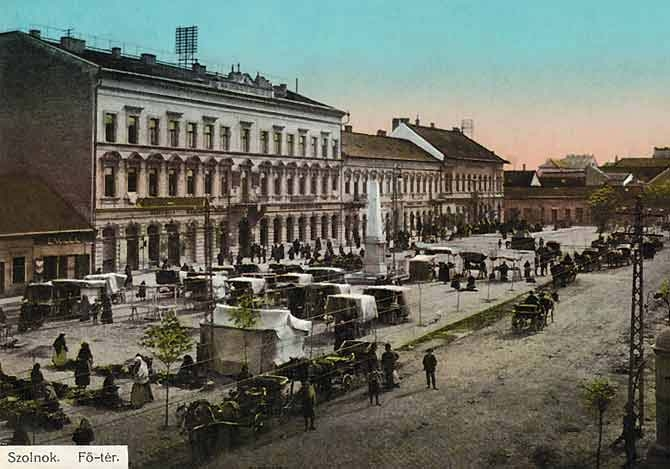
A szolnoki Kossuth-tér a századfordulón

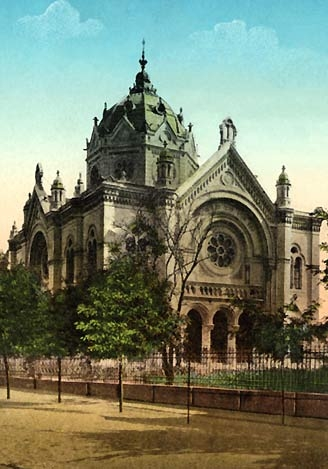
A szolnoki zsinagóga a századfordulón

1876. szeptember 4-én tartotta alakuló ülését a Jász-Nagykun-Szolnok vármegyei törvényhatóság.
Az új vármegye az 1876. évi XXXIII. törvénycikk nyomán jött létre. Fennhatósága alá tartoztak ettől kezdve a volt nagykunsági, jászsági és külső-szolnoki területek. Az új vármegye első alispánja a Jászkun Kerület utolsó alkapitánya, a jászsági Sipos Orbán lett. 1876. szeptember 25-én sor került az új vármegye első rendes közgyűlésére. Ennek során határozatot hoztak a vármegye címeréről, és létrehozták a Közigazgatási Bizottságot. 1876 szeptemberében bizottság hívtak életre a vármegyei székház építésére, amely hamarosan el is készült.
Külső-Szolnok vármegyét ideiglenesen Heves vármegyéhez csatolták (1876-ig). A kiegyezés után Szolnok egyre népesebbé és jelentősebbé vált. 1879-ben már csaknem 16 000 lakosa volt. Szolnok az 1880-as években rohamos fejlődésnek indult. A lakosok már túlnyomórészt iparral és kereskedelemmel foglalkoznak, nem mezőgazdasággal. 1876-ban Szolnok újra megyeszékhely lett.
Az Osztrák–Magyar Monarchia időszakában Szolnok otthont adott (egyebek mellett) kir. törvényszéknek, járásbíróságnak, kir. közjegyzőségnek, pénzügyigazgatóságnak, államépítészeti hivatalnak, kir. tanfelügyelőségnek, csendőrszárny-parancsnokságnak. Továbbá volt dohánybeváltó felügyelősége és hivatala, sóhivatala, magyar kir. folyammérnöki hivatala, adóhivatala, valamint rendelkezett állami főgimnáziummal, áll. polgári leányiskolával, egyesületi polgári fiúiskolával, kereskedelmi iskolával, számos pénzintézettel, több nagy gyári vállalattal (nagy malmok, gőzfűrészek, mechanikai asztalosműhelyek, villamostelepek, magyar államvasúti műhely), vasúti és gőzhajóállomással, posta- és távíróhivatallal és telefonállomással.
Lakóinak száma 1850-ben csak 10 617 volt, 1870-ben már 15 847, 1920-ban pedig 32 539 lakossal bírt.
Vallási megoszlás szerint 27475 római katolikus, 2425 református és 2103 izraelita lakott a városban. A házak száma 4333 volt ekkor. Szolnok lakosai földműveléssel, baromtenyésztéssel és halászattal foglalkoztak, valamint sokan kereskedelemmel és iparral is. Nagy áruforgalmat bonyolítottak itt a vasutakon. A vízi közlekedés sokkal jelentősebb volt, mint manapság: gőzhajókon igen élénk fa-, búza- és szarvasmarha-kereskedelem folyt. Működött Szolnokon számos közművelődési, közhasznú és emberbaráti egyesület és ipartársulat is. Ma is létező büntetés-végrehajtási intézetét (Jász-Nagykun-Szolnok Vármegyei Büntetés-végrehajtási Intézet) – az Igazságügyi Palotának helyt adó épületben – 1902-ben alapították.

### Szolnok 1918-tól 1956-ig

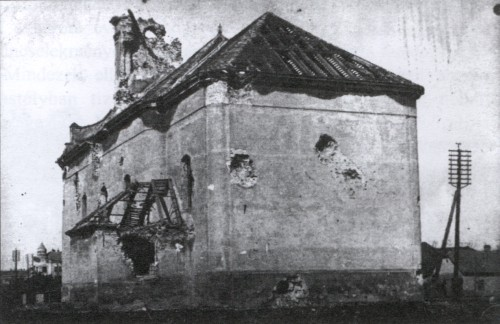
A rommá lőtt szolnoki vártemplom 1919-ben, a román támadás után

A Monarchia bukásával és az ország több részre szakadásával gyakorlatilag minden megváltozott.
1919 májusában hosszú és elkeseredett harc folyt a Tisza vonaláig benyomult román sereg és a vöröshadsereg között. A Tanácsköztársaság idején a román királyi haderő támadása hatalmas károkat okozott, 77 napig itt húzódott a front. A vöröshadsereg tiszántúli veresége után 1919 júliusában a románok átkeltek a Tiszán és megszállták a várost. A megszállás csak 1920. február 25-én ért véget. A harcok alkalmával felrobbantott vasúti híd helyreállítását csak 1923-ban fejezték be. Történelmi érdekesség, hogy az 1919-es „dicsőséges 133 nap” – az országban egyedülálló módon – egy nappal tovább tartott. A román megszállás 1920 februárjáig tartott.
1930-ban a város lakossága 38 764 volt. Oktatási intézményei a következők voltak: állami polgári fiú- és leányiskola, állami reálgimnázium, állami leánylíceum, közs. felsőkereskedelmi fiúiskola, állami fa- és fémipari szakiskola, községi női kereskedelmi szaktanfolyam, állami bábaképzőintézet. Üzemei a két világháború között: lakatosáru- és mérleg-, tükör-, bútor-, ecetszesz-, rum- és likőr-, jég-, vatta-, gőztégla-, cukorgyár, ércöntöde és fémárugyár, gépgyár és vasöntöde, két áramelosztó, négy fűrésztelep, négy gőzmalom, vízmű voltak.

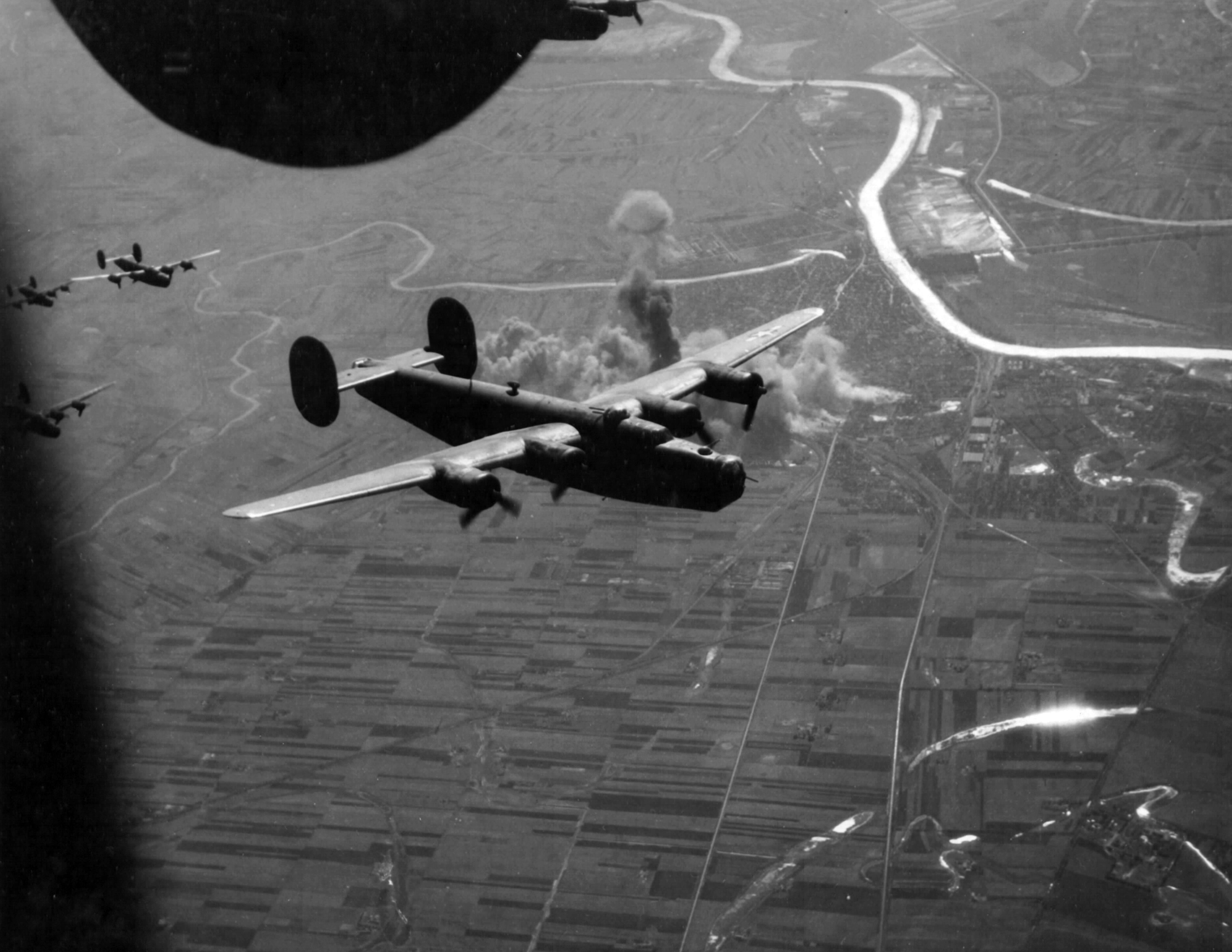
A szolnoki vasúti pályaudvar bombázása 1944-ben

A két világháború között a károkat nagyrészt sikerült kijavítani. A második világháború alatt Szolnokot tizenkétszer érte bombatámadás, több amerikai is érte, melyek súlyos veszteségeket okoztak mind emberéletben, mind az épületekben. A „Frantic” hadműveletben (1944. június 2. – szeptember 19.) 600 támadó gép főcsoportosítása Debrecent bombázta. A jobb szárny Nagyváradot, Kolozsvárt, Szegedet, Balmazújvárost, a bal szárny pedig Szolnokot és Miskolcot támadta. A városok nem tudtak védekezni, mivel Szolnok és Miskolc kivételével nem volt védekezési lehetőségük. Ennek ellenére Szolnok igen sok emberéletet vesztett és nagy károkat szenvedett el.
A június 2-ára virradó éjjel Szolnok pályaudvarát támadták a britek – a célmegjelölő gépek hibájából csaknem nulla hatékonysággal, javarészt az állomástól negyven kilométerre lévő területet bombázva; a támadás a pályaudvart egyelőre érintetlenül hagyta. A bombázás nagyobbik része nappal következett: a támadásban Debrecen, Kolozsvár, Miskolc, Nagyvárad, Szeged és Szolnok pályaudvarát szőnyegbombázta a 15. AAF. A legrosszabbul Szolnok és Debrecen járt: a szolnoki pályaudvart és környékét 870 rombolóbombával szórták le.
A lakosság nagy része elmenekült, a bevonuló szovjet hadsereg csak pár ezer embert talált.

#### Szolnok az 1956-os forradalomban
Szolnok 1956-os forradalombeli szerepléséről sokan csak azt tudják, hogy a forradalom leverésére menetelő szovjet csapatok mögött visszatérő Kádár János hírhedt rádióbeszédét Szolnokról sugározták. Ez ugyan közkeletű tévedés, de a város lakosai tevékenyen részt vettek az eseményekben.
1956. október 23-án a Budapesti Műszaki és Gazdaságtudományi Egyetem szolnoki karán diákgyűlést tartottak, melyen MEFESZ néven független diákszervezetet hoztak létre. Ezt követően este a Marica grófnő c. darabot félbeszakították, és tájékoztatták a közönséget a Pesten történtekről, valamint elszavalták a Nemzeti dalt. Október 24-én délután kb. 500 fős tömeg sétált végig Szolnok főutcáján, majd este a Damjanich-szobornál elénekelték a Himnuszt és a Szózatot. Október 25-én volt az első tüntetés a városban.
A 4-es számú főúton megérkeztek a szovjet csapatok, és október 24-étől november 2-áig a támadásban részt vevő 17 hadosztályukból 10 Szolnokon kelt át a maguk építette pontonhídon a Tiszán. A szovjetek Szolnokot és Abonyt állomáshelyüknek tekintették, és később is igen nagy erőkkel maradtak Szolnokon, egészen 1989-ig.
Szolnokon 1956. október 26-án 15-20 ezer fő részvételével tömeggyűlést tartottak a Kossuth téren. A tömeg innen a szovjet megszállást jelképező „szivar” (egy obeliszk) ledöntésére indult (érdekesség, hogy a szovjet módra igen szívósra sikerült „emlékművet” csak több óra próbálkozást követően sikerül ledönteni, méghozzá a Kőolajkutató Vállalat lánctalpas „Sztalinyec” traktorával), majd minden más szovjet emlékművet is eltávolítottak. Ezután a délutáni órákban a megyeházán megválasztották a forradalmi munkástanácsot, amelynek elnöke Dancsi József lett.
1956. október 30-án Szolnokról küldöttség érkezett a Parlamentbe. A küldöttséget Kádár János, az MDP Központi Bizottságának akkori első titkára fogadta a folyosón, aki levelet írt ceruzával a szolnokiaknak, majd az ülésteremben Nagy Imre miniszterelnökkel is hitelesíttette. Az üzenetet Bulyáki Ferenc hozta Szolnokra.
Szolnokon 68-69 munkástanácsról tudunk, ezeknek mintegy 840 tagja volt.
1956. október 30-án a szovjet támadás hírére honvédalakulatok foglaltak védőállást helyőrségükben, sok helyütt vidéken is. Kisebb összecsapások voltak Békéscsaba, Kaposvár, Szeged, Dunaföldvár, Székesfehérvár, Miskolc, Szolnok, Veszprém helységekben, illetve ezek térségében. Ebből látható, hogy Szolnok aktívan kivette részét a forradalom eseményeiben.
1956. november 1-je és 4-e között a szovjet erők Szolnokról irányították a „Forgószél” hadműveletet Konyev marsall vezetésével. November 3-án Szolnokon tartózkodott Zsukov marsall is. A szovjet támadás tulajdonképpen november 1-jén elkezdődött a szolnoki katonai reptér ellen indított hadművelettel, addig az igazi átfogó hadművelet november 4-én indult meg a város teljes körbezárásával.
November 4-ére befejeződött a katonai repülőtér katonáinak lefegyverzése. A szájhagyomány szerint ezen a napon délelőtt megérkezett Szolnokra Kádár János, és fél 11 körül a szovjet tábornokok, valamint néhány magyar vezető jelenlétében bejelentette a Magyar Forradalmi Munkás-Paraszt Kormány megalakulását. Valójában az első bejelentés hajnali 5 órakor, rádiófelvételről hangzott el, amelyet az ungvári rádióadó sugárzott. Az adó helyének eltitkolása érdekében a felvételt Budapestről keltezték.
Kádár november 4-én délután 17-18 óra körül, az akkori Megyei Pártházban találkozott a helyi politikai vezetőkkel. Tájékoztatta őket arról, hogy miért lépett ki a Nagy Imre-kormányból, és miért alakított új kormányt. Éjfél felé járt az idő, amikor újból bement a laktanyába, és többet onnan már nem jött ki. Szolnokról november 6-án éjjel indultak tankokon Budapestre.
Az országban valószínűleg Szolnokon indultak be leghamarabb a megtorlások a lakossággal szemben.

## Városrészek
Szolnok városrészei (zárójelben a 2001-es népszámlálás adatai szerepelnek):
- Belváros (7578 lakos)
- Városközpont (17 105 lakos)
- Kertváros (1525 lakos)
- Alcsi (1154 lakos)
- Alcsiszög (372 lakos)
- Pletykafalu (3251 lakos)
- Tallinn városrész (3474 lakos)
- Szandaszőlős (9690 lakos)
- Széchenyi városrész (15 453 lakos)
- Üdülőtelep (591 lakos)
- Vegyiművek lakótelep (230 lakos)
- József Attila lakótelep (4669 lakos)

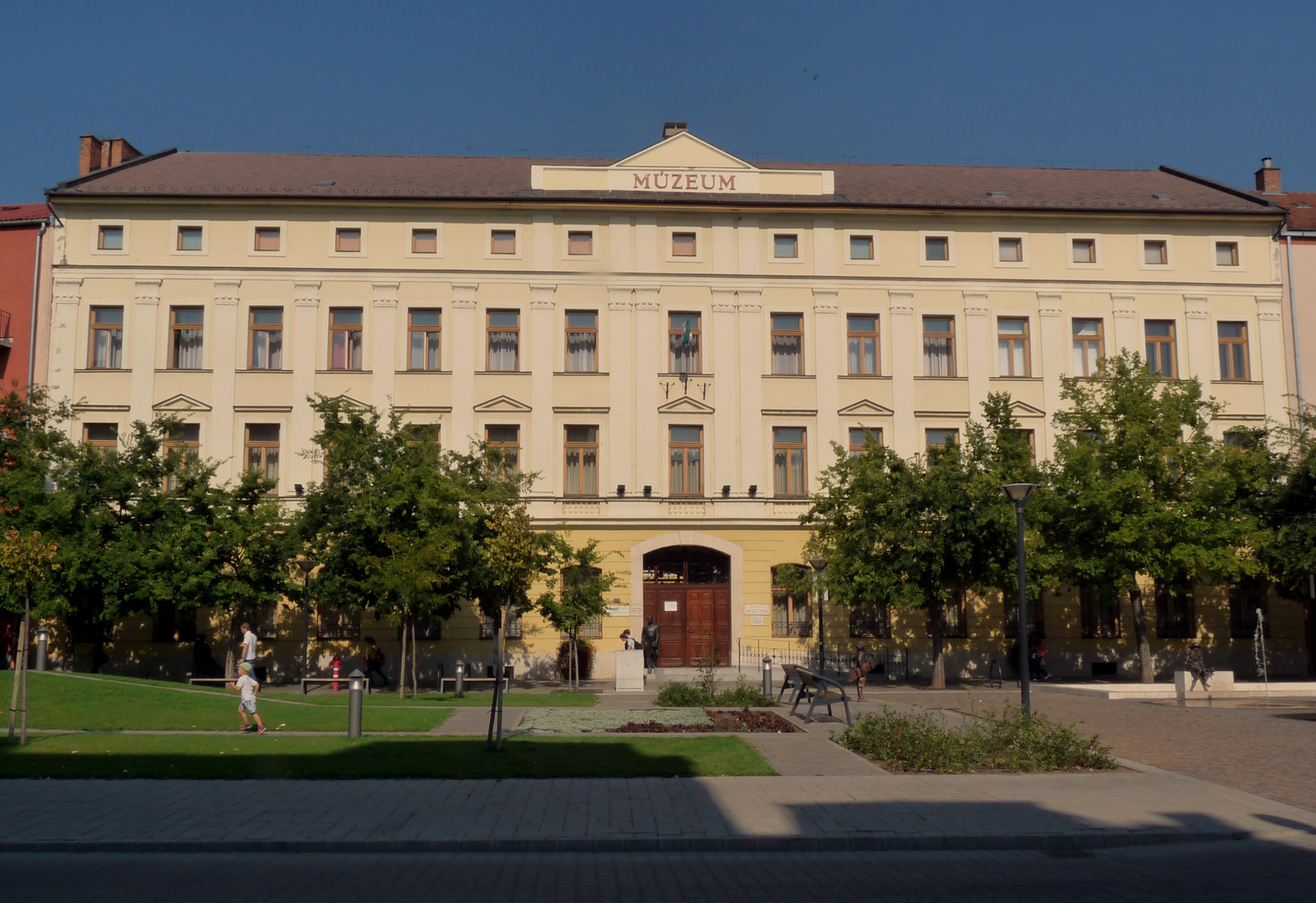
Damjanich János Múzeum

- Damjanich János MúzeumZagyvaparti lakótelep (3663 lakos)

### Szandaszőlős
Szandaszőlős 1950 és 1963 között volt önálló község, ezt megelőzően és követően Szolnok része. Földrajzi fekvése: é. sz. 47° 07′ 29″, k. h. 20° 12′ 47″47.124853°N 20.212989°E
Neolitikus, bronzkori telepek, rézkori, bronzkori sírok, szarmata és népvándorlás kori gödrök; szarmata, gepida, honfoglalás kori, 10–11. századi temetők; Árpád-kori falu. Első írásos említése 1075 (Zunde), 1470 (Zonda). A török időkben teljesen elnéptelenedett, bár a kertgazdaság szempontjából alkalmas homoktalajon gyümölcstermesztés folyhatott. 1775-ben gróf Keglevich Károly és Szolnok mezőváros szerződése szerint 210 szolnoki gazda Szandaszőlős területén szőlőskertet létesített. Katonai (MH 86. Szolnok Helikopter Ezred bázisa) és sportrepülőtér is található mellette. A katonai reptér mellett található a Magyar Repüléstörténeti Múzeum gazdag katonai- és utasszállítórepülőgép-gyűjteménye.

### Széchenyi városrész
Korábbi neve: Kisgyep lakótelep.
Utcái: Hild Viktor út (régen: Rigó József) – Lovas István út (régen: Ecseki István) – Aranyi Sándor út (régen: Jászi Ferenc) – Malom út (régen: Ragó Antal) – Győrffy István út (régen: ?) - Orosz György (régen: ?) – Botár Imre út (régen: Molnár Anna) – Karczag László (régen: Bozsó Károly) – Czakó Elemér (régen: Barta István)

## Közélete

### Városvezetői

#### 1950 előtt
- 1876–1878: id. Scheftsik István
- 1878–1879: Gyömörey Félix
- 1880–1883: id. Scheftsik István
- 1883–1885: dr. Elek Dávid
- 1885–1890: Hubay Ferenc
- 1890–1911: Kludik Gyula
- 1911–1918: dr. Harsányi Gyula
- 1918–1921: Spett Ernő
- 1921–1925: Zrumetzky Viktor
- 1925–1936: dr. Tóth Tamás
- 1937–1938: dr. Lévay Gyula
- 1938–1944: dr. Szabó Ferenc
- 1944: Takács József
- 1944–1945: Kiss Gábor
- 1945–1949: Zsemlye Ferenc
- 1950: dr. Kreibig Miklós

Tanácselnökök (1950–1990)
- 1950–1954: Ragó József
- 1954–1956: Pintér Dezső
- 1956–1957: Dancsi József (mb. városi tanácselnök)
- 1957: Bajtai Károly (mb. városi tanácselnök)
- 1957–1967: Kapás Rezső
- 1967–1973: Csoma Kálmán
- 1974–1980: Kukri Béla
- 1980–1985: dr. Fenyvesi József
- 1985–1990: Bálint Ferenc

#### Polgármesterei 1990 után
- 1990–1991: Kőnig László (SZDSZ)[14][15]
- 1991–1994: Várhegyi Attila (Fidesz)
- 1994–1998: Várhegyi Attila (Fidesz)[16]
- 1998–2002: Szalay Ferenc (Fidesz-FKgP-MDF-KDNP)[17]
- 2002–2006: Botka Lajosné (MSZP)[18]
- 2006–2010: Szalay Ferenc (Fidesz-KDNP)[19]
- 2010–2014: Szalay Ferenc (Fidesz)[20]
- 2014–2019: Szalay Ferenc (Fidesz-KDNP)[21]
- 2019–2024: Szalay Ferenc (Fidesz-KDNP)[22]
- 2024– : Györfi Mihály (Tegyünk Szolnokért Egyesület–Jobbik–Momentum–DK–MSZP–Párbeszéd–Agóra Egyesület)[1]

### A 2024-es önkormányzati választás eredménye
- A polgármester-választás eredménye[23]

| Jelölt neve      | Jelölő szervezet(ek) | Jelölő szervezet(ek)                                                                              | Szavazatok száma | Szavazatok aránya |
| ---------------- | -------------------- | ------------------------------------------------------------------------------------------------- | ---------------- | ----------------- |
| Györfi Mihály    |                      | Tegyünk Szolnokért Egyesület – Jobbik – Momentum – DK – MSZP – Párbeszéd–ZÖLDEK – Agóra Egyesület | 12 182           | 39,90%            |
| Szalay Ferenc    |                      | Fidesz – KDNP                                                                                     | 11 807           | 38,68%            |
| Tóth Áron        |                      | LMP – Zöldek                                                                                      | 2911             | 9,54%             |
| Becsei Sebestyén |                      | Mi Hazánk                                                                                         | 1968             | 6,45%             |
| Soós Krisztián   |                      | Független                                                                                         | 917              | 3,00%             |
| Németh Attila    |                      | MDSZ Egyesület                                                                                    | 486              | 1,59%             |
| Bencsik Mihály   |                      | Munkáspárt                                                                                        | 257              | 0,84%             |
| Összesen         |                      |                                                                                                   | 30 528           | 100%              |

- A képviselőtestület-választás eredménye[24]

| Párt | Párt                                                                                              | Mandátumok | Képviselő-testület | Képviselő-testület | Képviselő-testület | Képviselő-testület | Képviselő-testület | Képviselő-testület | Képviselő-testület | Képviselő-testület | Képviselő-testület | Képviselő-testület | Képviselő-testület | Képviselő-testület | Képviselő-testület |
| ---- | ------------------------------------------------------------------------------------------------- | ---------- | ------------------ | ------------------ | ------------------ | ------------------ | ------------------ | ------------------ | ------------------ | ------------------ | ------------------ | ------------------ | ------------------ | ------------------ | ------------------ |
|      | Fidesz – KDNP                                                                                     | 9          |                    |                    |                    |                    |                    |                    |                    |                    |                    |                    |                    |                    |                    |
|      | Tegyünk Szolnokért Egyesület – Jobbik – Momentum – DK – MSZP – Párbeszéd–ZÖLDEK – Agóra Egyesület | 7          | P                  |                    |                    |                    |                    |                    |                    |                    |                    |                    |                    |                    |                    |
|      | LMP – Zöldek                                                                                      | 1          |                    |                    |                    |                    |                    |                    |                    |                    |                    |                    |                    |                    |                    |

## Népesség
Szolnok lakónépessége 2022. október 1-jén 66 061 fő volt, ami Jász-Nagykun-Szolnok vármegye össznépességének 18,6%-át tette ki. A 2011-es népszámlálás óta 6892 fővel csökkent a város lakosság száma. Ebben az évben az egy km²-re jutó lakók száma átlagosan 353 ember volt. Szolnok népesség-korösszetétele igen kedvezőtlen. 2022-ben a város lakónépességének a 13%-a 14 évnél fiatalabb, míg a 65 éven felülieké 24% volt. 2022-ben a férfiaknál 71,1, a nőknél 78,1 év volt a születéskor várható átlagos élettartam. A legmagasabb befejezett iskolai végzettség szerint az érettségi végzettséggel rendelkezők élnek a legtöbben a városban 22 028 fő, utánuk a következő nagy csoport a diplomával rendelkezők 15 777 fővel. 2022-ben a 6 évnél idősebb népesség 85%-ánál volt internetelérési lehetőség. A népszámlálás adatai alapján a város lakónépességének 5,5%-a, mintegy 3641 személy vallotta magát valamely kisebbséghez tartozónak. A kisebbségek közül cigány, német és ukrán nemzetiségűnek vallották magukat a legtöbben.
A város történetében először a II. Világháború idején akadt meg a fejlődés. Szolnok népességnövekedése – a legtöbb megyeszékhelyhez hasonlóan – az 1960-as években felgyorsult, a népességszám majdnem megduplázódott a szocializmus évei alatt. 1990-ben a város lélekszáma 78 328 fő volt, ami azóta is a legmagasabb számnak bizonyult a város történetében. A város népességszáma a rendszerváltás óta folyamatosan csökken; ma már kevesebben laknak Szolnokon, mint 1980-ban. Demográfusok prognózisai szerint 2030-ra – az előző évek csökkenési és növekedési ütemeit figyelembe véve – akár 60 000 főre is csökkenhet.
A 2022-es népszámlálási adatok szerint a magukat vallási közösséghez tartozónak valló szolnokiak túlnyomó többsége római katolikusnak tartja magát. Emellett jelentős egyház a városban még a református.

### Iskolai végzettség
| Iskolai végzettség                | Iskolai végzettség               | Iskolai végzettség | Iskolai végzettség | Iskolai végzettség |
| --------------------------------- | -------------------------------- | ------------------ | ------------------ | ------------------ |
|                                   |                                  |                    |                    | fő                 |
| Általános iskolát nem végezte el  | Általános iskolát nem végezte el |                    | 5302               | 5302               |
| Általános iskola                  | Általános iskola                 |                    | 9468               | 9468               |
| Szakmunkás                        | Szakmunkás                       |                    | 9767               | 9767               |
| Érettségi                         | Érettségi                        |                    | 22 028             | 22 028             |
| Diploma                           | Diploma                          |                    | 15 777             | 15 777             |
| A 2022. évi népszámlálás szerint. |                                  |                    |                    |                    |

A 2001-es népszámlálási adatok alapján, Szolnokon a legmagasabb befejezett iskolai végzettség szerint az érettségi végzettséggel rendelkezők éltek a legtöbben 21 208 fővel. Második legnagyobb csoport az általános iskolai végzettséggel rendelkezőek voltak 19 058 fővel, utánuk következett az általános iskolai végzettséggel nem rendelkezők 11 170 fővel, a diplomás végzettségűek 10 624 fővel, végül a szakmunkások 10 432 fővel.
A 2011-es népszámlálási adatok alapján Szolnokon a legmagasabb befejezett iskolai végzettség szerint az érettségi végzettséggel rendelkezők éltek a legtöbben 22 722 fővel. Második legnagyobb csoport a diplomás végzettséggel rendelkezők voltak 14 280 fővel, utánuk következett az általános iskolai végzettséggel rendelkezők 13 731 fővel, a szakmunkások 10 815 fővel, végül az általános iskolai végzettséggel nem rendelkezők 6887 fővel.
A 2022-es népszámlálási adatok alapján Szolnokon a legmagasabb befejezett iskolai végzettség szerint az érettségi végzettséggel rendelkezők éltek a legtöbben 22 028 fővel. Második legnagyobb csoport a diplomai végzettséggel rendelkezők voltak 15 777 fővel, utánuk következett a szakmunkás végzettséggel rendelkezők 9767 fővel, az általános iskolai végzettségűek 9468 fővel, végül az általános iskolai végzettséggel nem rendelkezők 5302 fővel.

### Etnikai összetétel
A 2001-es népszámlálás adatok szerint a város lakossága 77 631 fő volt, ebből a válaszadók 73 956 fő volt, 73 685 fő magyarnak, míg 957 fő cigánynak vallotta magát. 211 fő német, 80 fő román és 67 fő görög nemzetiségűnek vallotta magát.
A 2011-es népszámlálás adatok szerint a város lakossága 72 953 fő volt, ebből a válaszadók 61 412 fő volt, 61 315 fő magyarnak vallotta magát; az adatokból az derül ki, hogy a magukat magyarnak vallók száma jelentősen csökkent tíz év alatt, ennek egyik fő oka, hogy többen nem válaszoltak. Az elmúlt tíz év alatt a nemzetiségiek közül a legjelentősebben a cigányok (1591 fő) és az oroszok (186 fő) száma nőtt Szolnokon. A német (390 fő) és a román (145 fő) nemzetiségűek száma megkétszereződött. A magukat ukránnak vallók száma (64 fő) kismértékben nőtt az elmúlt tíz év alatt. A megyén belül Szolnokon él a legtöbb magát németnek, orosznak, románnak és ukránnak valló nemzetiségi.
A 2022-es népszámlálás adatok szerint a város lakossága 66 061 fő volt, ebből a válaszadók 58 139 fő volt, 58 017 fő magyarnak vallotta magát. Az elmúlt tizenegy év alatt a nemzetiségiek közül a legjelentősebben az ukránok (107 fő) és a lengyelek (75 fő) száma nőtt, miközben jelentősen csökkent a cigányok (720 fő) és a németek (281 fő) száma. A népszámlálás adatai nem részletezik az el nem ismert nemzetiségeket, de a számuk jelentősen nőtt, 2011 óta 901 főről 2176 főre.

### Vallási összetétel
Szolnok lakóinak vallási összetétele 2022-ben 
A 2001-es népszámlálási adatok alapján Szolnokon a lakosság több mint fele (54,2%) kötődött valamelyik vallási felekezethez. A legnagyobb vallás a városban a kereszténység, melynek legelterjedtebb formája a katolicizmus (42,6%). A katolikus egyházon belül a római katolikusok száma 32 370 fő, míg a görögkatolikusok 730 fő. A városban népes protestáns közösségek is élnek, főleg reformátusok (7616 fő) és evangélikusok (552 fő). Az ortodox kereszténység inkább az országban élő egyes nemzeti kisebbségek (oroszok, románok, szerbek, bolgárok, görögök) felekezetének számít, számuk elenyésző az egész városi lakosságához képest (77 fő). Szerte a városban számos egyéb kisebb keresztény egyházi közösség működik. A zsidó vallási közösséghez tartózók száma 47 fő. Jelentős a száma azoknak a városban, akik vallási hovatartozásukat illetően nem kívántak válaszolni (10,7%). Felekezeten kívülinek a város lakosságának 34,3%-a vallotta magát.
A 2011-es népszámlálás adatai alapján Szolnokon a lakosság kevesebb mint a fele (34,3%) kötődött valamelyik vallási felekezethez. Az elmúlt tíz év alatt a városi lakosság vallási felekezethez tartozása jelentősen csökkent; ennek egyik oka, hogy sokan nem válaszoltak. A legnagyobb vallás a városban a kereszténység, melynek legelterjedtebb formája a katolicizmus (26,1%). Az elmúlt tíz év alatt a katolikus valláshoz tartozók száma majdhogynem felével esett vissza. A katolikus egyházon belül a római katolikusok száma 18 532 fő, míg a görögkatolikusok 477 fő. A városban népes protestáns közösségek is élnek, főleg reformátusok (4648 fő) és evangélikusok (362 fő). Az ortodox kereszténység inkább az országban élő egyes nemzeti kisebbségek (oroszok, románok, szerbek, bolgárok, görögök) felekezetének számít, számuk elenyésző az egész városi lakosságához képest (57 fő). Szerte a városban számos egyéb kisebb keresztény egyházi közösség működik. A zsidó vallási közösséghez tartózók száma 34 fő. Összességében elmondható, hogy az elmúlt tíz év során minden egyházi felekezetekhez tartozók száma jelentősen csökkent. Jelentős a száma azoknak a városban, akik vallási hovatartozásukat illetően nem kívántak válaszolni (31,6%), tíz év alatt a triplájára nőtt a számuk. Felekezeten kívülinek a város lakosságának 34,1%-a vallotta magát.
A 2022-es népszámlálás adatai alapján Szolnokon a lakosság kevesebb mint a fele (28,7%) kötődik valamelyik vallási felekezethez. Az elmúlt tíz év alatt a városi lakosság vallási felekezethez tartozása jelentősen csökkent; ennek egyik oka, hogy sokan nem válaszoltak. A legnagyobb vallás a városban a kereszténység, melynek legelterjedtebb formája a katolicizmus (21,2%). Az elmúlt tíz év alatt, a katolikus valláshoz tartozók száma negyedével esett vissza. A katolikus egyházon belül a római katolikusok száma 13 130 fő, míg a görögkatolikusok 470 fő. A városban népes protestáns közösségek is élnek, főleg reformátusok (3793 fő) és evangélikusok (407 fő). Az ortodox kereszténység inkább az országban élő egyes nemzeti kisebbségek (ukránok, románok, szerbek, bolgárok, görögök) felekezetének számít, számuk az elmúlt 11 év alatt enyhén csökkent (55 fő). A zsidó vallási közösséghez tartózók száma 20 fő. Jelentős a száma azoknak a városban, akik vallási hovatartozásukat illetően nem kívántak válaszolni (43,2%). Felekezeten kívülinek a város lakosságának 28,1%-a vallotta magát.

## Szolnok természeti értékei

### Molnárfecsketelep

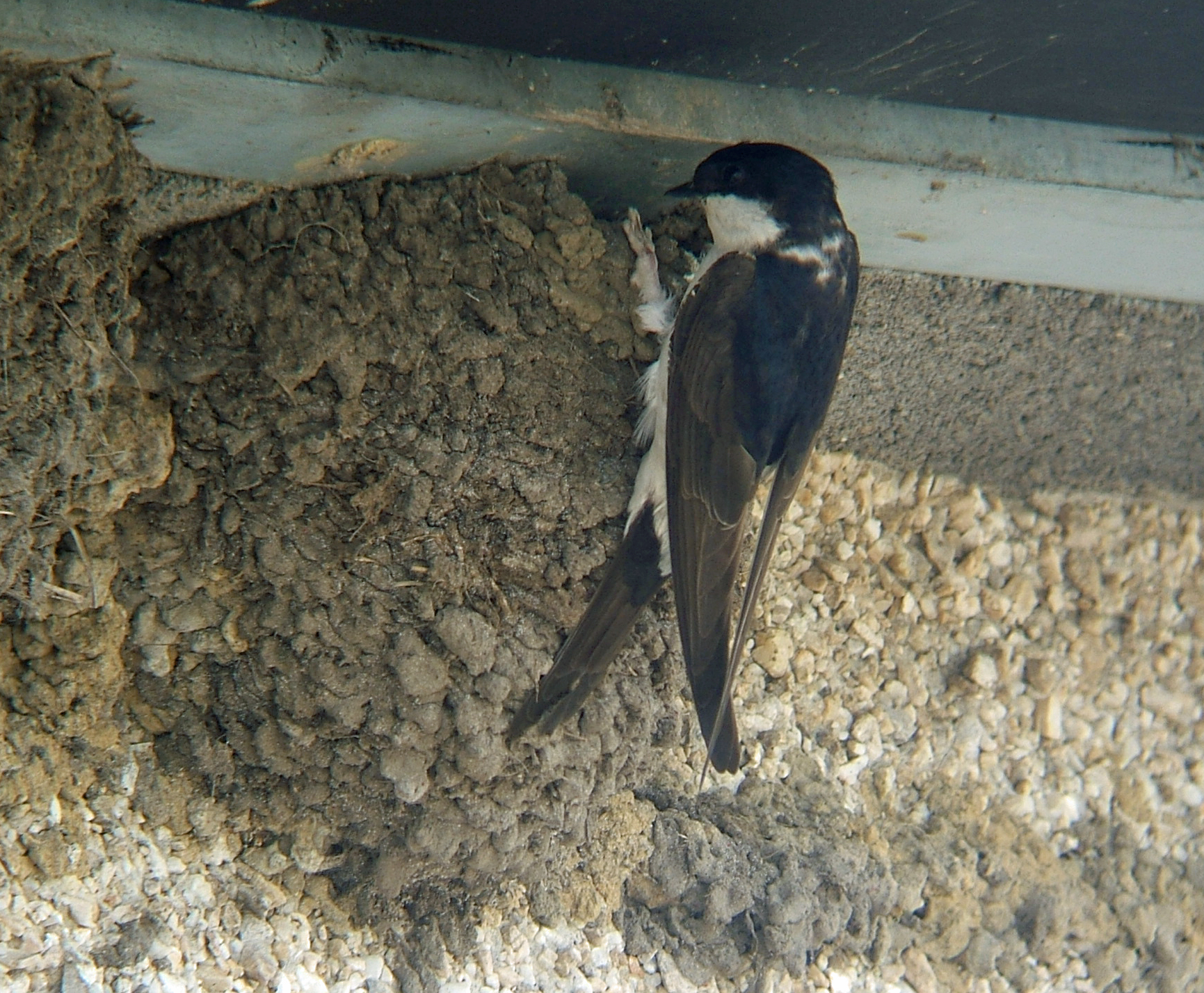
Molnárfecske

A Molnárfecsketelep Szolnok legjelentősebb természeti értéke, az épített környezet és a természet együttélésének egyik szép példája. A régebbi építésű belvárosi házak erkélyei, balkonjai alá molnárfecskék építették fel fészkeiket. A szolnoki polgárok példás módon guanófelfogó tálakat tettek ki a fészkek alá, a fészkeket nem verték le. A Ságvári Endre körúton található a legtöbb fészek, ahol emléktábla hirdeti a madarak védelmét. A közeli Zagyva és a Tisza árterei, partjai mentén rengeteg rovar él, amelyek képesek eltartani több száz molnárfecskepárt a városban. 

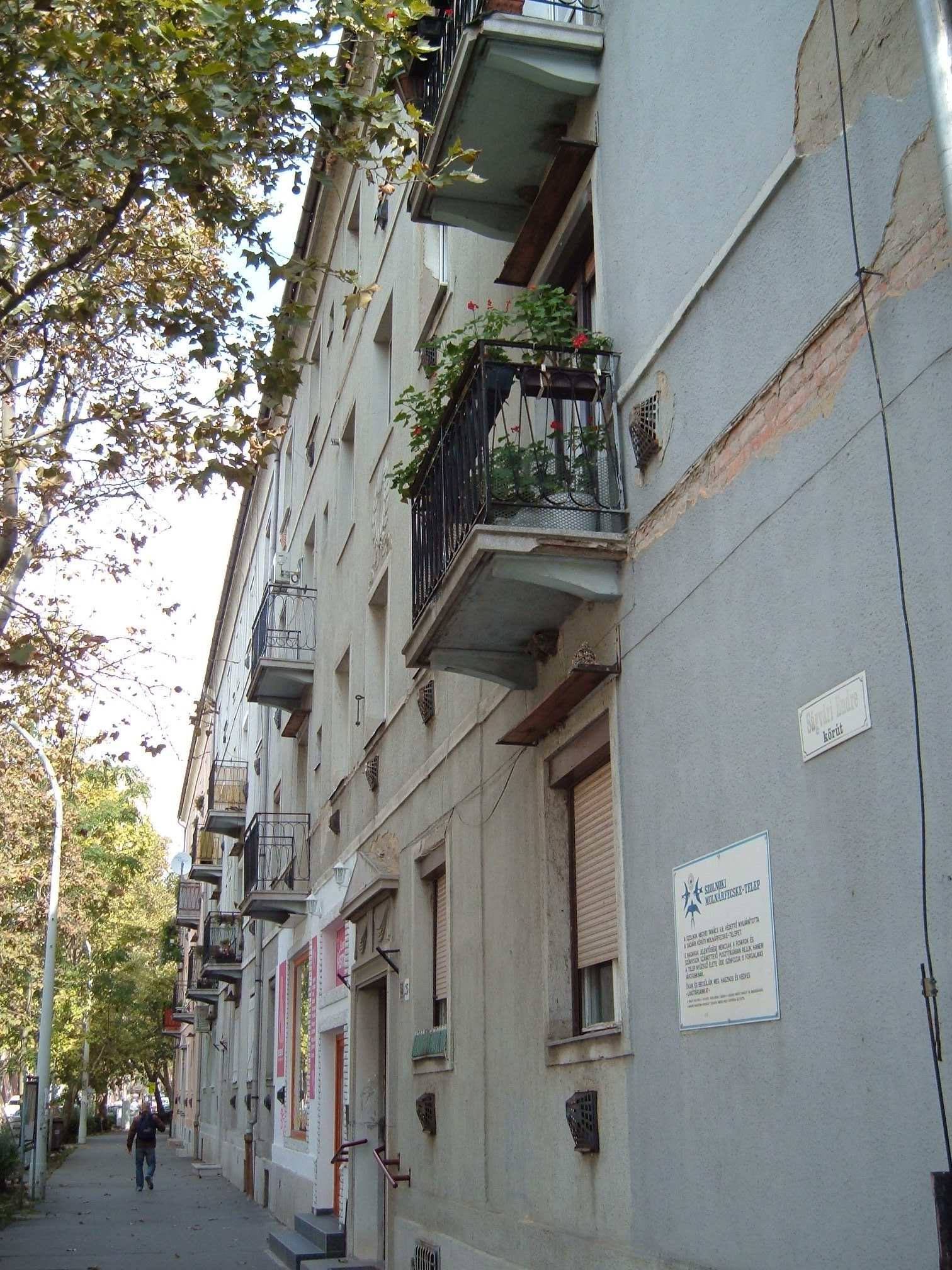
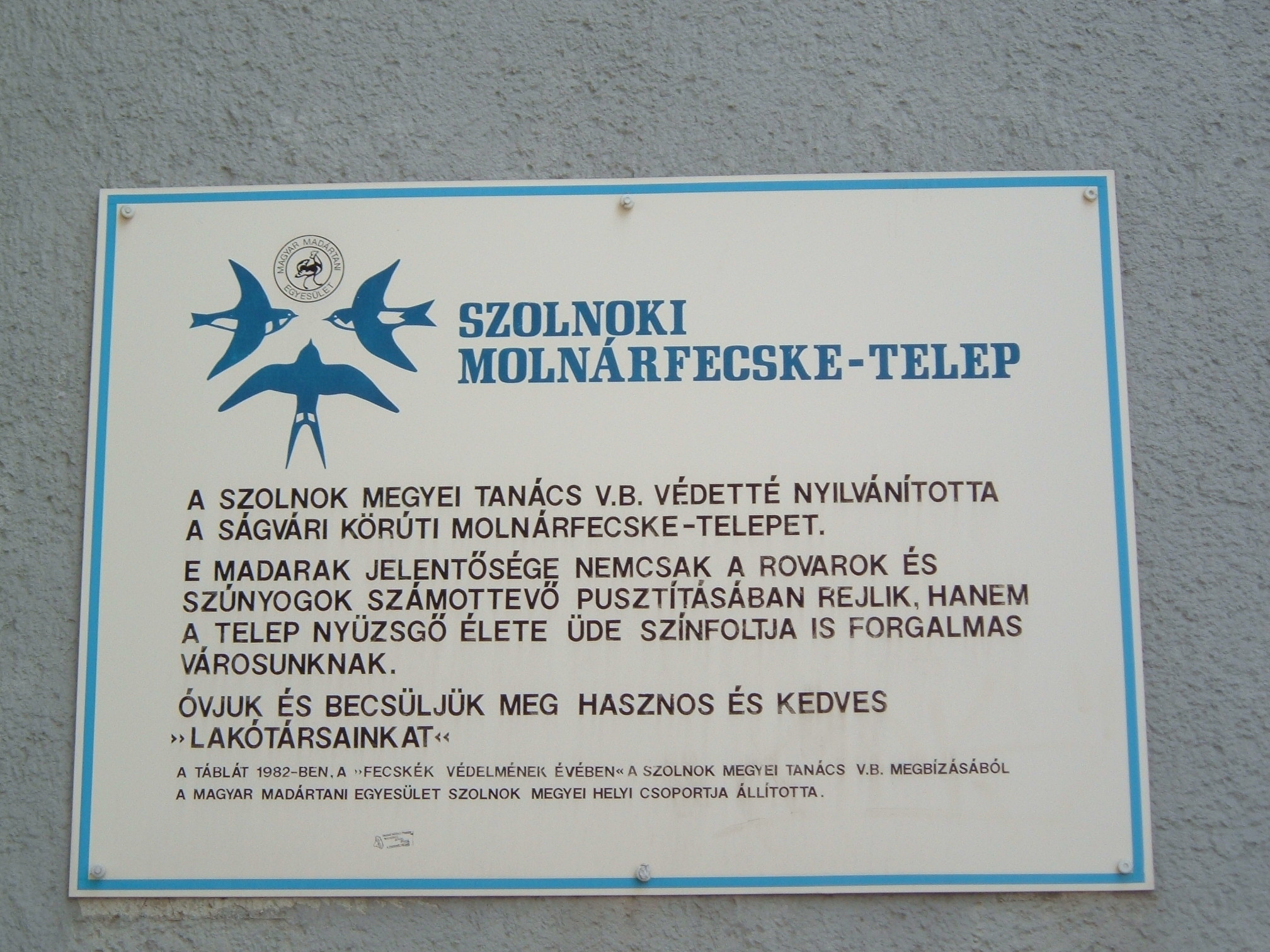
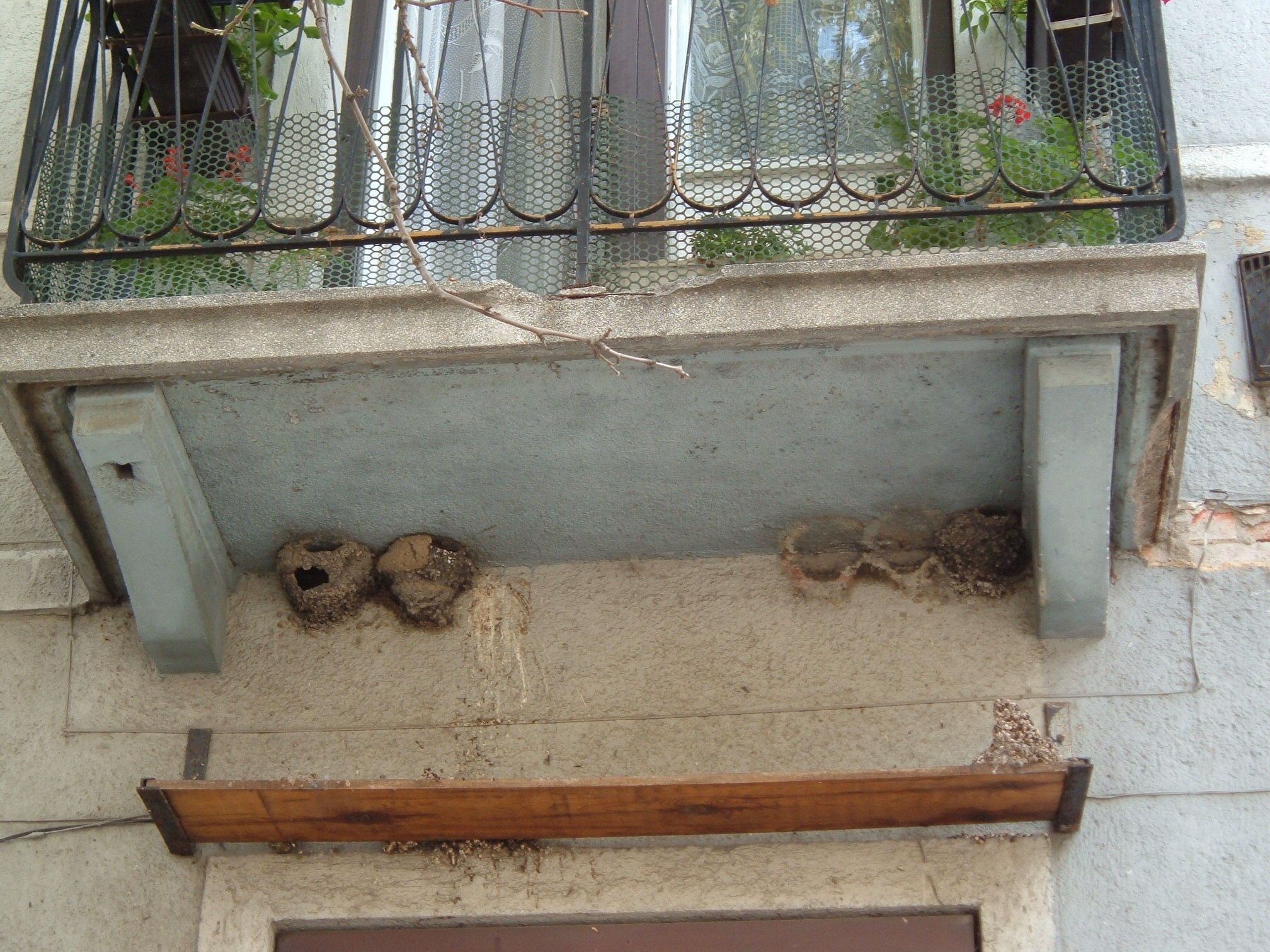

### Tiszavirágzás

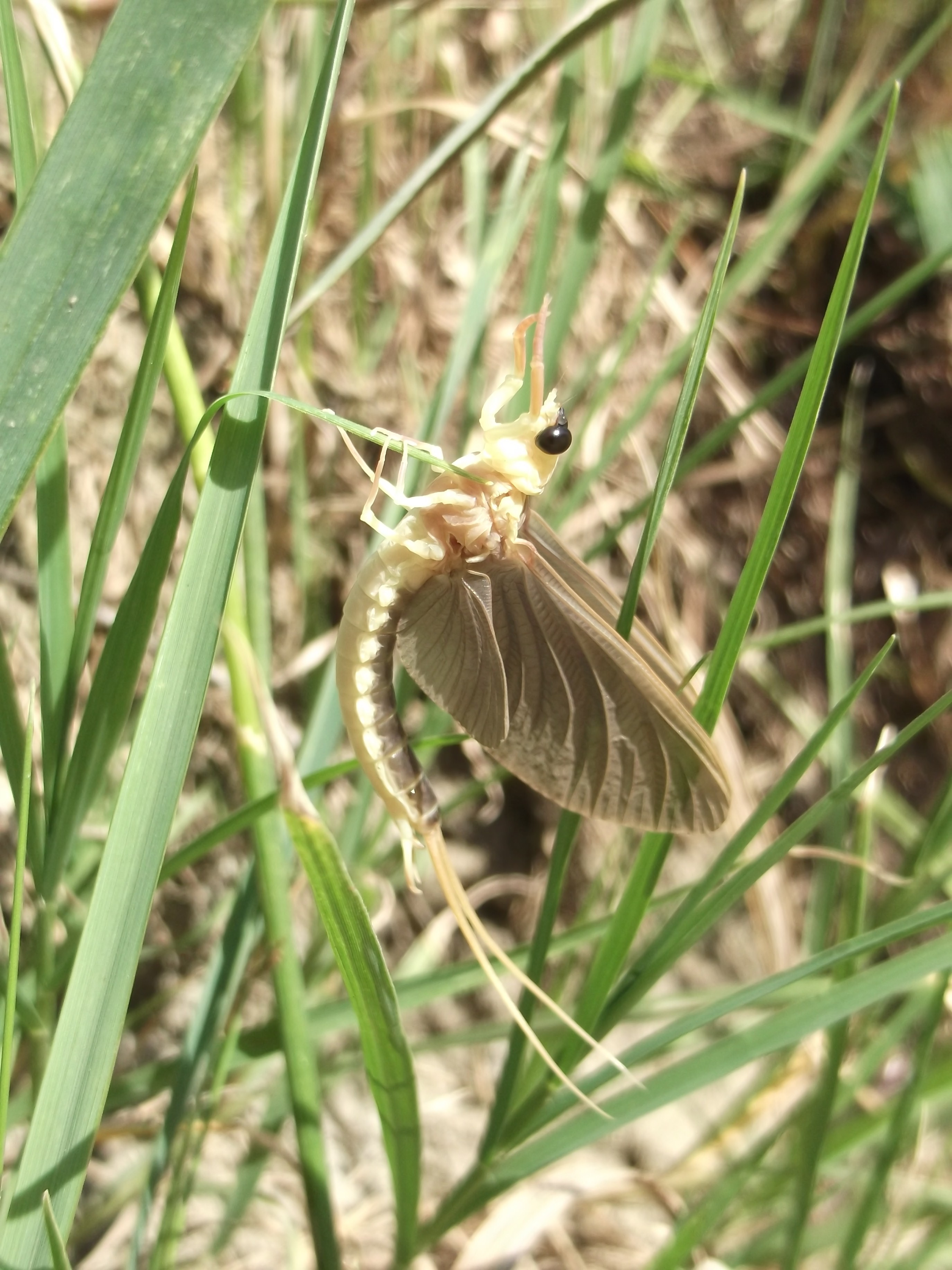
Tiszavirág (Palingenia longicauda)

A Nyugat-Európában már nagyrészt kihalt kérészek (a tiszavirágok) násztánca, a júniusi „tiszavirágzás” az egyik legérdekesebb természeti látványossága Szolnoknak.
A rovar rajzásához köthető a Tisza-parkban 2008. augusztus 26. és augusztus 31. között megrendezett Tiszavirág fesztivál. A kérészek igen ősi eredetű rovarok, a repképes rovarok ma élő legősibb formáját jelenítik meg. Így testfelépítésük eredete valahol az ősrovarok (pl. ezüstös pikkelyke) és a szitakötők és csótányok közötti szerveződési-történeti szinten áll. A felső devon időszakból, skóciai kovakőrétegekből (chert) ismertek hozzájuk hasonló rovarok kövületei. A lárvák 3-4 évig fejlődnek az adott folyó partfalában, a víz felszíne alatt, majd közismert módon igen rövid ideig léteznek a kifejlett rovar (imágó) állapotában, mivel párzást követően elpusztulnak. Szárnyaik nem igazán hatékony repülőszervek (mivel nincs is erre nagyon szükségük azon pár óra alatt, amikor használják), funkciójuk felveti annak lehetőségét, hogy a szárny eredetileg mint ivari bélyeg jelent meg és fejlődött később mozgásszervvé. A lárvák rejtett életmódja lehet a magyarázata annak, hogy az ismétlődő tiszai ciánszennyezést és a nehézfémszennyezést túlélte a tiszavirág és a vízminőségre igen érzékeny kérészek tiszai állománya. Hosszú ideig csak a Tisza folyó mentén tapasztalták a „tiszavirágzást”, az utóbbi évben a Rábán is újra megfigyelték.

## Infrastruktúra, közlekedés

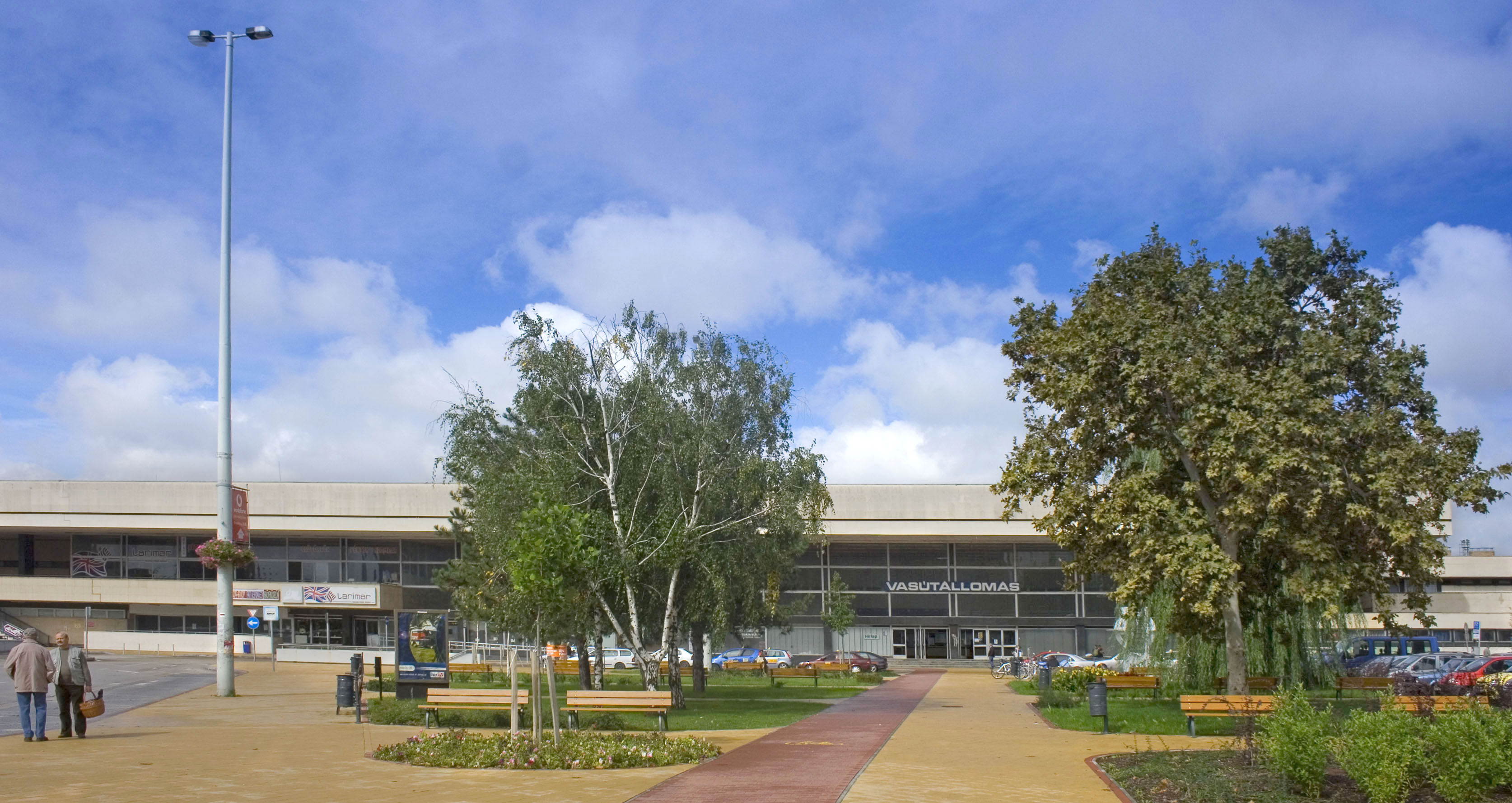
A szolnoki vasútállomás és a Jubileum tér

Szolnok közlekedésföldrajzi helyzete a vasúti, a közúti és a vízi, légi szállítások tekintetében egyaránt kedvező. A város közlekedési adottságai a legjobbak közé tartoznak. Budapesttel a 4-es főút és az M4-es autóút köti össze, és két nemzetközi jelentőségű vasútvonal (100a, 120a) halad keresztül a városon Debrecen és Békéscsaba felé. Pályaudvara kiválóan alkalmas, mind személy-, mind teherszállítást tekintve, a kelet–nyugat irányú belföldi és külföldi összeköttetésre. Két közúti és egy vasúti Tisza-hídja van. Az irányonként két forgalmi sávos 4-es főút új elkerülő szakaszán, a várostól északra az M4-es már átadásra került, s egy további közúti, „tömegközlekedésileg” is fontos hidat terveznek a várostól keletre. A Tisza vízi útja lehetővé teszi 600-1000 tonnás áruszállító hajók közlekedését. Két repülőtere a légi szállításban játszik szerepet. (A 200 hektáros, kisgépek fogadására alkalmas, a katonai repülőtér előzetes engedély után használható.) A jelentős nagyságú kelet–nyugati átmenő forgalom nagymértékben hozzájárul a város fejlődéséhez. A várost elkerülő 4-es út, valamint a vízi és légi közlekedés megléte, a kitérő vasúti iparvágányok tették lehetővé két ipari park, valamint logisztikai központ letelepedését.

### Közúthálózat
A város megközelítésének legfontosabb útvonala kétségtelenül az itt jellemzően kelet–nyugati irányt követő 4-es főút, az azonban a mai nyomvonalán már teljesen elkerüli a lakott területeket dél felől. Az út néhány évtizeddel ezelőtt még a belvároson is áthaladt, a régi nyomvonal jelenleg a nyugati határszélen kiépült 4-es/406-os/32-es csomóponttól kezdődően a 32-es főút része, a József Attila utcától kezdődően további szakaszokat pedig nagyrészt önkormányzati utakká minősítettek vissza. 2022 februárjában átadásra került a Szolnokot északról elkerülő M4-es autóút abony–törökszentmiklósi szakasza, ezzel létrejött Budapesttel a gyorsforgalmi úti kapcsolat.
Fontos útvonala még Szolnok elérésének a 32-es főút, amely Hatvantól húzódik idáig, Jászberényen és Újszászon keresztül, a 442-es főút, amely Martfű–Kunszentmárton felé vezet, valamint a 402-es főút, amely a 4-es főút déli elkerülő szakaszától, Piroska városrészből vezet be a központba.
Említést érdemlő alsóbbrendű utak a város területét érintően a 3225-ös út, amely Jászkisérre vezet, a Kőtelek-Tiszasüly felé vezető 3224-es út, a Tiszakécske felé vezető 4625-ös út, a Szolnok déli iparterületét Abonnyal összekötő 4612-es út, a Nagykőröstől a szolnoki határszélig húzódó 4613-as út, valamint a 31 125-ös út, amely a városközpont érintése nélkül köti össze a 32-es főutat a régi 4-es nyomvonal bevezető szakaszával.

### Tömegközlekedés
Szolnok város autóbusz-viszonylata 1921-ben indult, napjainkban is jól megszervezett, áttekinthető rendszerű. A város központjából átszállással jól megközelíthető minden városrész.

## Gazdaság

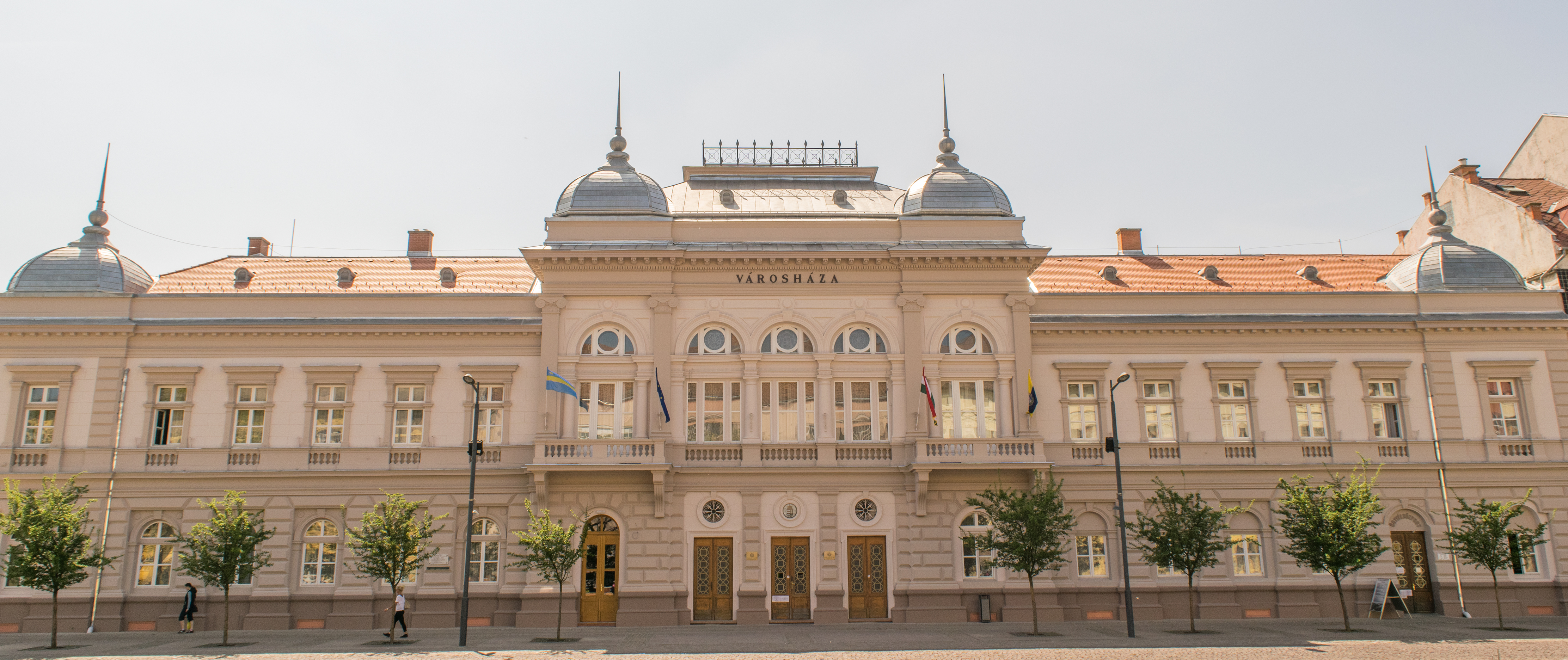
A szolnoki városháza

A város gazdasága az utóbbi években jelentős átalakuláson ment át. A valamikor ipari-mezőgazdasági gazdaság átalakult, új vállalatok, illetve sok kis vállalkozás született.
A meghatározó olajipar és a mezőgazdasági gépgyártás háttérbe szorult. Megmaradt viszont az élelmiszer-feldolgozás, fafeldolgozás, papírgyártás, vegyipar, gyógyszergyártás, vasúti járműjavítás. Jelentős cégek ma a Stadler Rail Járműjavító Kft. és az Eagle Ottawa a gépjármű-üléshuzatgyártás területén. Az élelmiszer- és vegyipari cégeknek voltak több évtizedes múlttal rendelkező elődeik, amelyek a város és a környező települések lakóinak adtak biztos megélhetést. A közel száz évig működő cukorgyár bezárását 2007 novemberében jelentették be.
2015-ben 9 milliárd forint értékben bővíti szolnoki gyárát és annak termékkörét az Eagle Ottawa gépjármű-üléshuzatgyára. A beruházás előbb 500, majd később összesen 1000-1200 új munkahelyet hoz létre. Mivel a beruházással és a citromsavgyár megépülésével betelik a szolnoki ipari park, ezért a későbbiek során egy újabb 300 hektárnyi területen hozhatnak létre új ipari parkot.

### Legnagyobb munkáltatók
200–299 fő közötti létszámot foglalkoztató egységek
- Bige Holding Kereskedelmi Kft.
- JOPP Interior Hungary Kft.
- Kerisz Ipari, Kereskedelmi Kft.
- Nefag Erdészeti Zrt.
- Aunde Kft.
- Tiszamenti Vegyiművek Zrt.
- Víz-és csatornaművek Zrt.

300-499 fő közötti létszámot foglalkoztató egységek
500–999 fő közötti létszámot foglalkoztató egységek
- Coop Szolnok Kereskedelmi Zrt.
- Jászkun Volán Autóbuszközlekedési Zrt.
- Stadler Rail Szolnok Vasúti Járműgyártó Kft.

1000–1999 fő közötti létszámot foglalkoztató egységek
- Eagle Ottava Hungary Bőrgyártó Kft.

2000-3999 fő közötti létszámot foglalkoztató egységek
- Magyar Honvédség

### Munkanélküliek száma
| Év   | Munkanélküli (fő) | Munkanélküli (%) | Munkaképes népesség(fő) |
| ---- | ----------------- | ---------------- | ----------------------- |
| 2000 | 2 588             | 5,19%            | 49 831                  |
| 2001 | 2 209             | 4,40%            | 51 100                  |
| 2002 | 1 884             | 3,68%            | 51 100                  |
| 2003 | 1 910             | 3,74%            | 51 092                  |
| 2004 | 1 930             | 3,82%            | 50 524                  |
| 2005 | 2 131             | 4,24%            | 50 258                  |
| 2006 | 1 951             | 3,86%            | 50 501                  |
| 2007 | 2 109             | 4,14%            | 50 928                  |
| 2008 | 2 221             | 4,39%            | 50 575                  |
| 2009 | 3 002             | 5,92%            | 50 671                  |
| 2010 | 3 473             | 6,89%            | 50 370                  |
| 2011 | 3 834             | 7,68%            | 49 912                  |
| 2012 | 3 918             | 8,00%            | 48 806                  |
| 2013 | 3 875             | 7,99%            | 48 153                  |
| 2014 | 3 217             | 6,30%            | 51 039                  |
| 2015 | 3 100             | 6,14%            | 50 466                  |
| 2016 | 2 885             | 5,79%            | 49 798                  |
| 2017 | 2 479             | 5,04%            | 49 180                  |
| 2018 | 2 297             | 4,73%            | 48 528                  |

## Sportélete
Szolnok a vizek városa, így elsősorban a vízi sportok jelentősége nagy. Többek között itt található a Holt-Tiszán a nemzetközi kajak–kenu versenyek megrendezésére alkalmas létesítmény, ahonnan számos magyar, Európa-, világ- és olimpiai bajnok került ki. A Tiszaligetben lévő fedett sportcsarnokban szintén sok sportrendezvényt tartanak.
Az újkeletű sportokból is kiveszi a részét a város: 2007-ben Szolnokon tartották az V. Lábtoll-labda-világbajnokságot.
Sportklubok:
- Szolnoki Vízilabda Sport Club.

Néhány kiemelkedő név a „Halhatatlanok Csarnokából”:
- Hasznos István (1924–1998), vízilabdázó – Szolnok díszpolgára, Helsinki olimpiai aranyérem (1952), ötszörös magyar bajnok

- Boros Ottó (1927–1988), vízilabdázó-kapus, kétszeres olimpiai bajnok (1956, 1964), háromszoros Európa-bajnok (1954, 1958, 1962), hatszoros magyar bajnok

- Kanizsa Tivadar (1933–1975), vízilabdázó – kétszeres olimpiai bajnok (1956, 1964), kétszeres Európa-bajnok (1958, 1962), hatszoros magyar bajnok

- Szolnoki Olaj Kosárlabda Klub
- Szolnoki MÁV FC
- Szolnoki Repülő Egyesület
- Pelikán Sport Egyesület
- Tisza Evezős Egylet
- Szolnoki Sportcentrum Sportiskola és Sportszervező Szolgáltató Kht.

## Kultúra

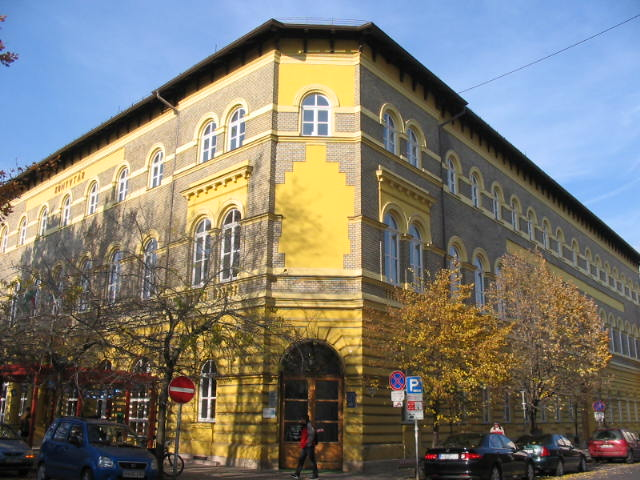
Verseghy Ferenc Megyei Könyvtár

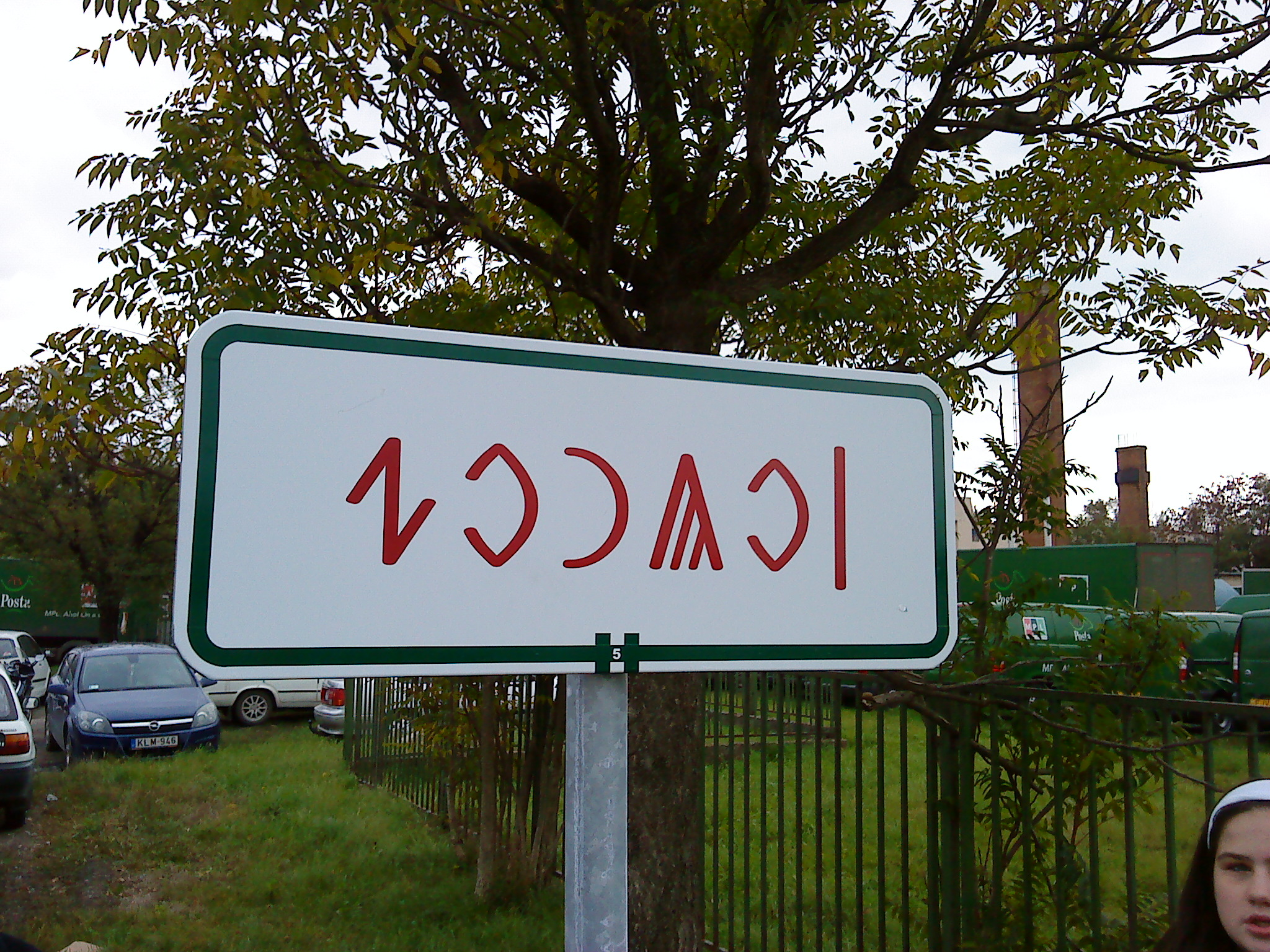
Rovásos helynévtábla

Szolnokon működő kulturális intézmények:
- Aba-Novák Kulturális Központ
- Borostyán Művelődési Ház
- Csomóponti Művelődési Központ és Könyvtár
- Jász-Nagykun-Szolnok Vármegyei Levéltár
- Jász-Nagykun-Szolnok Megyei Múzeumok Igazgatósága
- Szigligeti Színház
- Szolnok TV
- Szolnoki művésztelep
- Szandaszőlősi Művelődési Ház

Könyvtárak:
- Csomóponti Művelődési Központ és Könyvtár
- Hild Viktor Városi Könyvtár
- Verseghy Ferenc Megyei Könyvtár

Előadói csoportok:
- Alföldi Olajbányász Fúvószenekar
- Bartók Béla Kamarakórus, Magyarország egyetlen hivatásos női kamarakórusa
- MÁV-GÉPÉSZET Járműjavító Férfikara
- Szolnoki Kodály Kórus
- Szolnoki Szimfonikus Zenekar
- 1964. május 23–24-én Szolnokon rendezték meg az I. Országos Minősítő Hangversenyt.

Rendezvények:
- A Kárpát-medence kenyere (augusztus 20.)
- Gulyásfesztivál
- Halkolbászfesztivál
- Tiszaligeti napok
- Szolnok napja (szeptember 1.)
- Tiszavirág Fesztivál

## Látnivalók
- Kossuth Lajos tér

### Múzeumok
- Damjanich János Múzeum
- Magyar Repüléstörténeti Múzeum

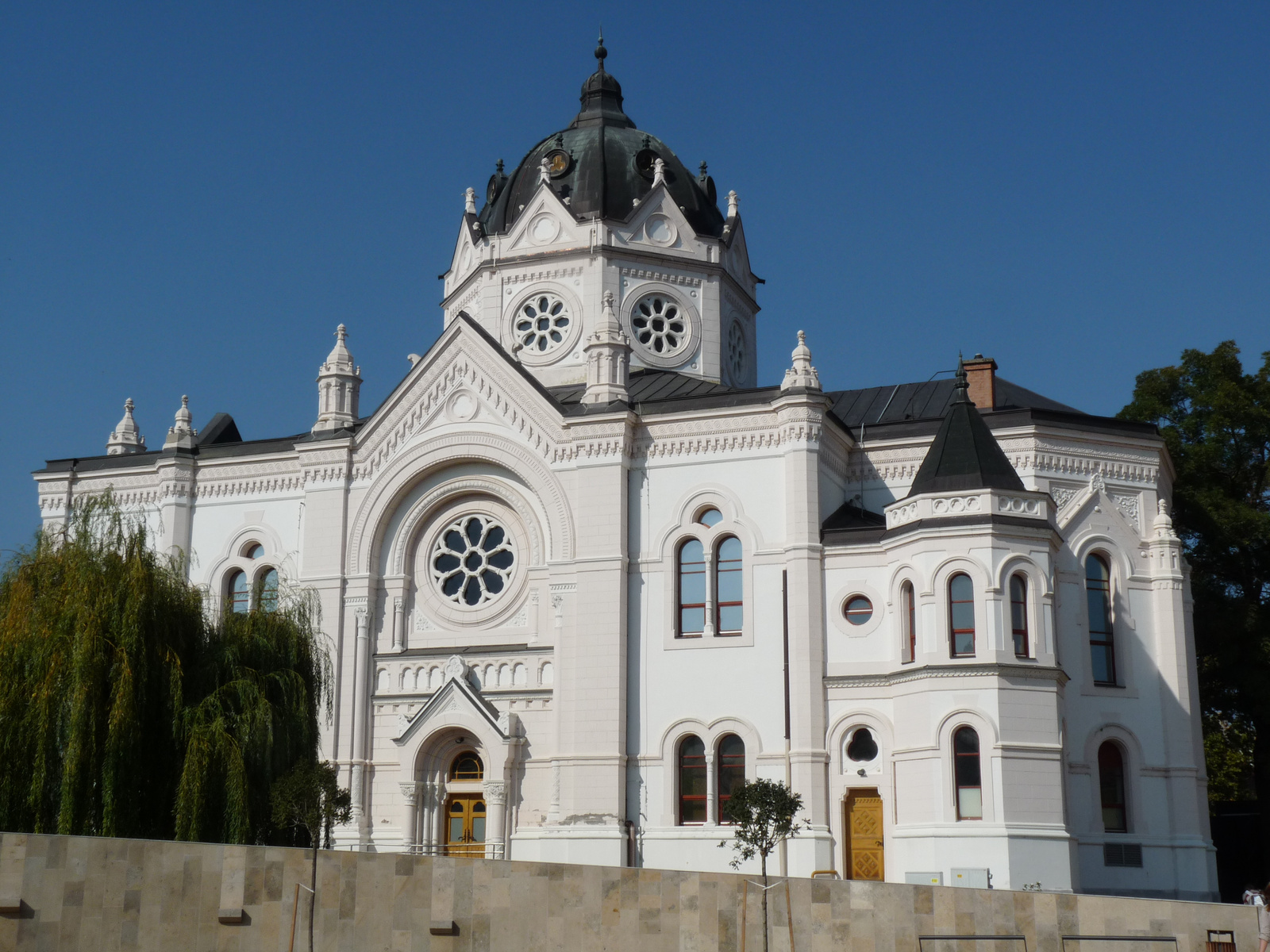
A zsinagóga (ma: Szolnoki Galéria)

- Sörárium – Szolnoki Sörmúzeum és Sörfőzde
- Szolnoki művésztelep
- Szabadtéri Vízügyi Múzeum
- Szolnoki Galéria
- Tabáni Tájház
- RepTár Szolnoki Repülőmúzeum

### Építészeti emlékek

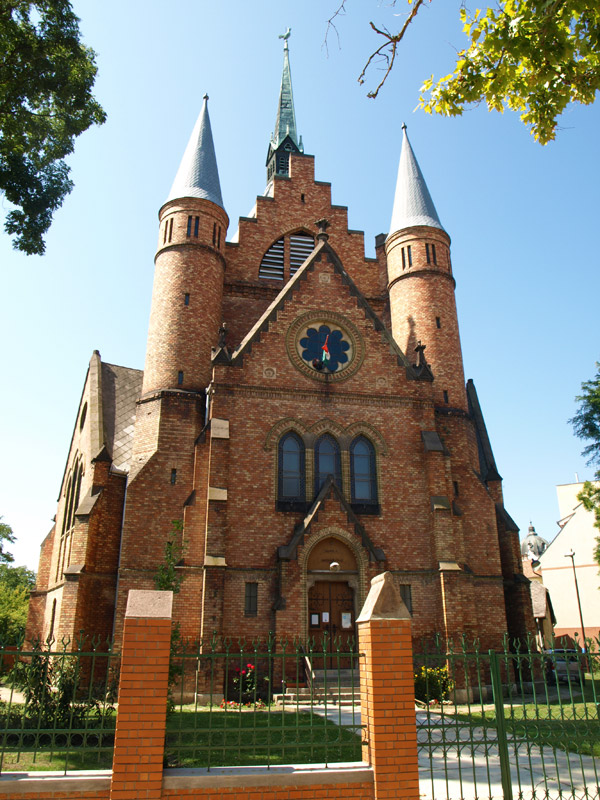
Református templom

- Szolnoki vár (nagyrészt lebontották)
- Partos kápolna
- Szentlélekről elnevezett Görögkatolikus Templom (Széchenyi városrész)
- Szolnoki török kori híd maradványai (víz alatt)
- Cserkészház (ferences gimnázium)
- Belvárosi templom
- Evangélikus templom
- Indóház
- Megyeháza
- Református templom
- Szigligeti Színház
- Tisza Szálló és Gyógyfürdő
- Újvárosi templom
- Városháza
- Városi kaszinó
- Vártemplom (Magyarok Nagyasszonya)
- Eötvös téri Víztorony (Szolnok)
- Xavéri Szent Ferenc-kápolna
- Nemzeti Szálló
- Kőrösi úti víztorony
- SZTK Rendelőintézet
- Szolnoki Bíróság
- Tisza Mozi (jobboldalt a képen a kis, földszintes rózsaszín épület)
- Tiszavirág híd

### Szobrok, emlékművek

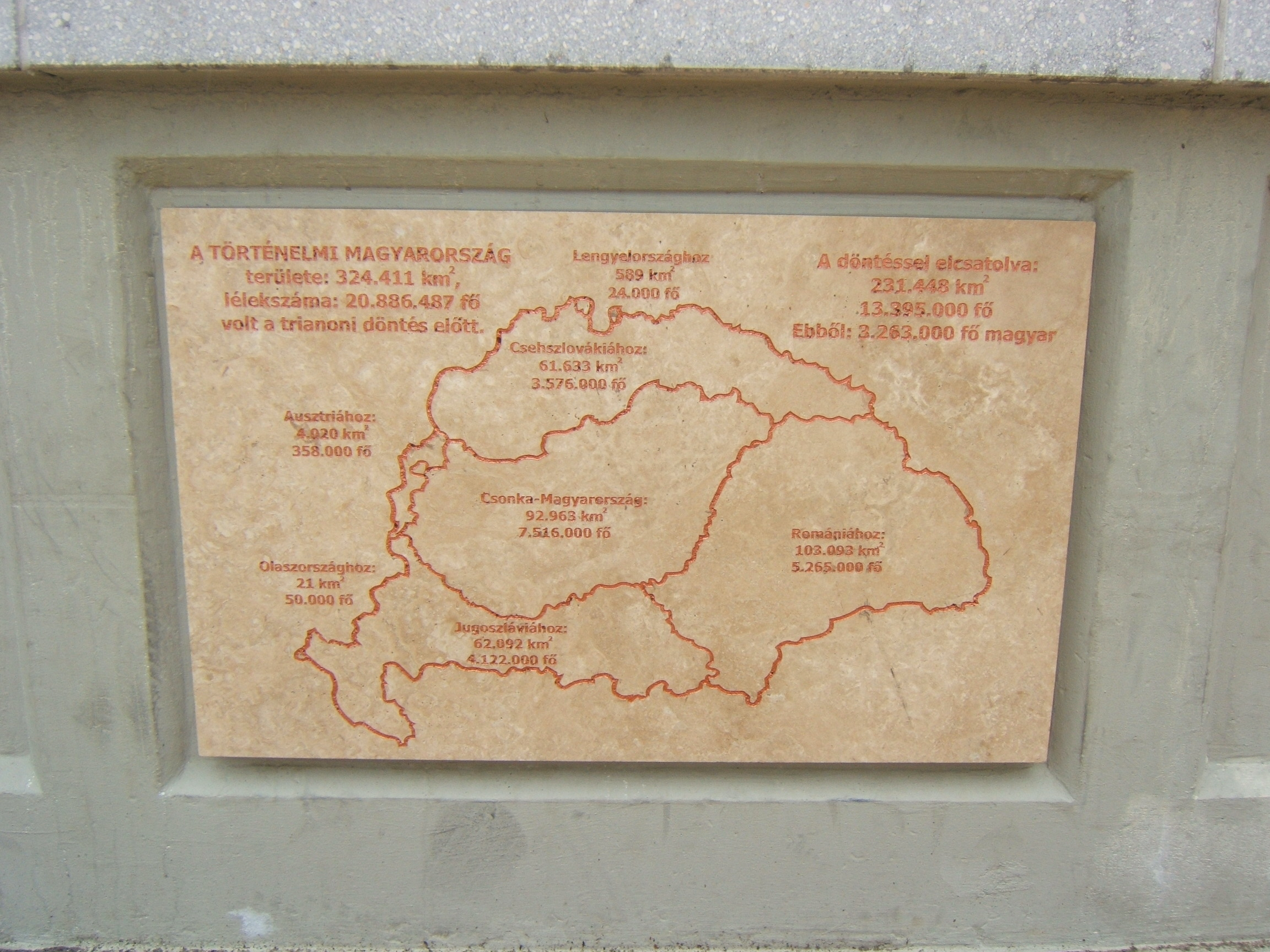
Trianon-emléktábla

- Myrai Szent Miklós szobra – görögkatolikus templom
- Ikonosztázion (a templomszentélyt a templomhajótól elválasztó, képekkel ellátott fal) – görögkatolikus templom
- Anya gyermekével: a Hősök tere mögötti, 1953-ban épült, a vármegyei rendelőintézet udvarán álló szobor. Alkotója Medgyessy Ferenc kétszeres Kossuth-díjas szobrászművész
- Aradi vértanúk emlékműve
- Damjanich-emlékmű
- Kálvária
- Mária-oszlop
- Merengő Krisztus-szobor: A Madách és Templom út sarkán található. Barokk stílusú, 1800 körül készült. A 70-es években többször megrongálták, azóta golyóálló üveg mögött van.
- Nepomuki Szent János szobra
- Szent István-szobor
- Szigligeti Ede-szobor
- A szolnoki csata emlékműve
- Szolnok ispán szobra
- Tanúhegy (emlékmű)
- Tiszai hajósok szobor: Lajos József szobrászművész alkotása; a tiszai hajósoknak állít emléket. Az 1962-ben épült tabáni Tisza-híd lábánál található.
- Vásárhelyi Pál-szobor
- Verseghy-szobor

### Egyéb
- Emléktáblák Szolnokon
- Tiszaligeti Termálstrand és Élményfürdő
- MÁV Uszoda és Strandfürdő

## Oktatás[41]
A városban közel 13 000 diák folytatja tanulmányait,[mikor?] így Szolnok joggal nevezhető igazi „iskolavárosnak”. Szolnokon jelentős a szakmai oktatás. Az intézményekben évente több száz műszeripari, számítástechnikai, vezérléstechnikai, gépipari, építőipari, faipari, egészségügyi, kereskedelmi, közgazdasági képesítésű szakembert képeznek ki magas színvonalon. A gimnáziumi és felsőfokú képzés országosan elismert. Gyakori a két tannyelvű képzés.

### Általános iskolák
- Szegő Gábor (ezelőtt: Belvárosi) Általános Iskola  Archiválva 2007. március 28-i dátummal a Wayback Machine-ben
- Fiumei Úti Általános Iskola
- Szolnoki II. Rákóczi Ferenc Magyar–Német Két Tanítási Nyelvű Általános Iskola
- Kassai Úti Magyar–Angol Két Tanítási Nyelvű Általános Iskola
- Kodály Zoltán Ének-zenei Általános Iskola és Tallinn Alapfokú Művészetoktatási Intézmény  Archiválva 2007. április 27-i dátummal a Wayback Machine-ben
- Kőrösi Csoma Sándor Általános Iskola
- Liget Úti Általános Iskola és Előkészítő Szakiskola
- Mátyás Király Úti Általános Iskola
- Szandaszőlősi Általános Iskola
- Szent-Györgyi Albert Általános Iskola  Archiválva 2007. április 20-i dátummal a Wayback Machine-ben
- Újvárosi Általános Iskola és Szakiskola
- Széchenyi Körúti Általános Iskola, Sportiskola és AMI
- Waldorf Általános Iskola

### Gimnáziumok
- Széchenyi István Gimnázium és Általános Iskola  Archiválva 2007. május 14-i dátummal a Wayback Machine-ben
- Tiszaparti Római Katolikus Általános Iskola és Gimnázium
- Varga Katalin Gimnázium
- Verseghy Ferenc Gimnázium
- Szolnoki Waldorf Általános Iskola Óvoda Gimnázium és alapkokú művészetoktatási intézmény
- Humán Intézet Gimnázium, Alapfokú Művészetoktatási Intézmény és Kollégium

### Szakközépiskolák
- Egészségügyi és Szociális Szakközép- és Szakiskola
- Építészeti, Faipari és Környezetgazdálkodási Szakközép- és Szakiskola
- Gépipari, Közlekedési Szakközép- és Szakiskola
- Kereskedelmi és Vendéglátóipari Szakközép- és Szakiskola
- Pálfy János Műszeripari és Vegyipari Szakközépiskola
- Ruhaipari Szakközép- és Szakiskola
- Vásárhelyi Pál Közgazdasági Szakközépiskola  Archiválva 2007. május 5-i dátummal a Wayback Machine-ben

### Felsőoktatás
- Szolnoki Főiskola (Üzleti, Agrár és Műszaki alapképzés)
- Nemzeti Közszolgálati Egyetem (Hadtudományi és Honvédtisztképző Kar, Katonai Repülő Intézet)

### Egyéb
- Szolnok Városi Diákok Tanácsa
- Ádám Jenő Zeneiskola
- Bartók Béla Zeneiskola

## Média

### Tv-stúdiók
- Szolnok TV

### Újságok
- Új Néplap
- iSzolnok.hu
- Szolnoki Napló
- Szoljon

### Rádióállomások
- Rádió 1 – Szolnok – FM 90,4 MHz
- Best FM – Szolnok – FM 102,4 MHz
- Aktív Rádió – Szolnok – FM 92,2 MHz

#### Megszűnt rádióállomások
- Amadeus Rádió (2011–2021)
- Szolnok FM (2013–2014)

## Híres emberek

### A város neves szülöttei
- Adamik Zoltán (1928–1992) atléta, edző
- B. Nagy Pál (1935) olimpiai bajnok magyar párbajtőrvívó, edző
- Bacsó Nándor (1904–1974) agrometeorológus
- Bajári Levente (1977) Harangozó Gyula-díjas táncművész, a Magyar Állami Operaház balettművésze
- Balogh Kálmán (1835–1888) orvos, fiziológus, farmakológus, az MTA tagja
- Baranya Dávid (1986) táncművész
- Baranyó Sándor (1920–2001) festőművész
- Barát Attila (1970) színész
- Bartos Erzsébet (1888–1972) pedagógus, a magyarországi pedagógus-szakszervezet egyik alapítója
- Bedekovics Péter (1989) református lelkész, a Magyar Cserkészszövetség elnöke
- Bergendy István (1939–2020) zenész, zeneszerző
- Bodóczky István (1943-2020) képzőművész, egyetemi tanár
- Bokros Péter (1957–2017) magyar grafikusművész, az Inconnu Csoport tagja
- Bozsik Yvette (1968) Kossuth-díjas magyar balettművész, koreográfus, rendező, érdemes művész
- Bozsó József (1966) színész, rendező, koreográfus
- Caramel (1982) énekes, zeneszerző
- Copy Con (eredetileg Pintér Gábor) (1983) magyar ragga előadó
- Cozombolis Leonidász Péter (1979) könnyűzenei előadó, popénekes
- Czakó Elemér (1876–1945) könyvkiadó, művészettörténész
- Csankó Zoltán (1962) színész
- Csapó Géza (1950–2022) világbajnok kajakozó, edző
- Csányi Erika (1977) magyar színésznő, énekesnő, humorista
- Császi Katalin (1942–2018) atléta, magyar bajnok
- Cserfalvi Zoltán (1970) zenész, gitáros, hangmérnök
- Csépai Károly (1888–1972) orvos, belgyógyász
- Csonka Szilvia (1976) színésznő
- Czapkó Antal (1980) színész
- Debreczeni Zita (1981) modell
- Deme József (1951) olimpiai ezüstérmes, kétszeres világbajnok, magyar kajakozó
- DESH (1997) rapper
- Détár Enikő (1964) színésznő
- Dézsy Szabó Gábor (1959) színész
- Drávucz Rita (1980) világ- és Európa-bajnok vízilabdázó
- Elek Oszkár (1880–1945) irodalomtörténész
- Endrei Judit (1953) televíziós bemondó, szerkesztő-műsorvezető
- Fazekas István (1955), fordítóként: Fazekas András, Jászai Mari-díjas színész.
- Fehér Géza (1971) zenész, gitáros
- Forgách Sándor (1890–1944)[42] színész, színházi rendező.
- Gálcsiki János (1926–1984) színész
- Gulyás József (1917–1979) vegyészmérnök, növényolaj-ipari szakember
- György Júlia (1896–1977) Kossuth-díjas orvospszichológus, gyermekgyógyász
- Hasznos István (1924–1998) olimpiai bajnok vízilabdázó, úszó, edző
- Havassy György (1962) bábművész, színész
- Hellebrand Henriett (1976) magyar realista festő, keramikus, költő
- Horánszky Dezső (1869–1927) agrárpolitikus, országgyűlési képviselő
- Horánszky Lajos (1871–1944) politikus, bankár, publicista
- Iványi Gábor (1951) lelkész, a Wesley János Lelkészképző Főiskola rektora
- Jeney Zoltán (1943–2019) Kossuth- és Erkel Ferenc-díjas magyar zeneszerző, érdemes művész
- K. Tóth Lenke (1909–1982) – szülőanyja Móra Julianna, Móra Ferenc testvére; bölcsész, költő, pedagógus; emlékét ösztöndíj őrzi a Verseghy Ferenc Gimnáziumban
- Karczag László (1886–1944) orvos, hematológus
- Karikó Katalin (1955) kutatóbiológus, biokémikus, az mRNS-alapú vakcinák technológiájának szabadalmaztatója
- Kelemen Csaba (1955–2020) színész
- Kelemen Lajos (1892–1969) színész
- Kenéz Béla (1874–1946) statisztikus, közgazdász, az MTA tagja, 1931–1932-ben kereskedelemügyi miniszter
- Kerepeszki Róbert (1982) történész, egyetemi adjunktus
- Kertész Erzsébet (1909–2005) József Attila-díjas magyar író
- Kertész Mihály Miksa (1888–1945) ifjúsági író
- Kis Judit (Judy) (1974) énekesnő (Groovehouse)
- Kispál András (1964) gitáros, zeneszerző, szövegíró, a Kispál és a Borz zenekar egyik alapítója
- Klauber József (1894 – Spanyolország, 1937) a spanyol polgárháború résztvevője, péksegéd
- Kónya Albert (1917–1988) fizikus, az MTA tagja, 1956–1957-ben Magyarország oktatásügyi, illetve művelődésügyi minisztere
- Kocsis László Levente (1965) színész, képzőművész
- Kovács Olivér (1992) magyar színész
- Kővágó Zoltán (1979) olimpiai ezüstérmes magyar atléta, diszkoszvető
- Kuthy Patrícia (1975) színésznő
- Laki Kálmán (1909–1983) az első magyar biokémikus, a véralvadásért felelős XIII-as enzim felfedezője
- Lányi Béla (1894–1968) vegyészmérnök
- Lázár Balázs (1975) színész, költő
- Lévai Anikó (1963) jogász, vállalkozó, Orbán Viktor miniszterelnök felesége
- Lovrencsics Gergő (1988) magyar labdarúgó
- Mága Zoltán (1974) hegedűművész (A Magyar Kultúra Lovagja)
- Marsi Anikó (1975) televíziós műsorvezető
- Masszi Ferenc (1925–1990) orvos, belgyógyász
- Mátray Márta (1948) színésznő
- Mátyus Emmi (1931) színésznő
- Moldoványi Ákos (1944) újságíró, televíziós műsorvezető
- Molnár Miklós (1930–1981) operaénekes
- Molnár Zsuzsa (1953) Jászai Mari-díjas magyar színésznő
- Monostori-Moller Pál (1894–1978) festőművész
- Nagy Kriszta (Tereskova) (1972) énekesnő, festőművész
- Nagy Márton (1976) közgazdász, a Magyar Nemzeti Bank alelnöke, gazdaságfejlesztési, majd nemzetgazdasági miniszter[43]
- Ökrös Oszkár (1957–2018) Kossuth-díjas cimbalomművész, a 100 Tagú Cigányzenekar szólistája
- Papp Tibor (1909–1986) Kossuth-díjas hídépítő mérnök
- Pólya Iván (1889–1939) festőművész, szobrász
- Pólya Tibor (1886–1937) festőművész, grafikus
- Preisich Kornél (1869–1955) gyermekgyógyász
- Pusztai Péter színész (1927–2017)
- Raisz Gusztáv (1941) magyar agrármérnök, mezőgazdasági és élelmezésügyi miniszterhelyettes
- Ratkai Miklós (1970) zenész, dobos
- Rudi Balázs Lajos (1967–2008) festőművész
- Sághy István (1906–1993) színész
- Sándor Pál (1901–1972) filozófus
- Sándor István (1914–1953) a Rákosi-diktatúra alatt kivégzett szalézi szerzetes; 2013-ban boldoggá avatták[44]
- Simon Kázmér (1936–1998) színész
- Somló István (1902–1971) Kossuth-díjas színész, rendező
- Szandai Sándor (1903–1978) szobrász
- Szathmáry György (1928–1990) költő, műfordító.
- Szász Attila (1972) Balázs Béla-díjas televíziós- és filmrendező, forgatókönyvíró, producer, újságíró
- Szekeres Imre (1950) politikus, 2006 és 2010 között Magyarország honvédelmi minisztere
- Szikla Géza (1882–1963) gépészmérnök
- Szilágyi Andor (1955) magyar író, filmrendező, forgatókönyvíró
- Szilvási Lajos (1932–1996) József Attila-díjas magyar író, újságíró
- Szipál Márton (1924–2016) magyar-amerikai fotóművész
- Szűcs Sándor (1921–1951) tizenkilencszeres válogatott labdarúgó
- Tary Gizella (1884–1960) színésznő, író, tőrvívó, olimpikon
- Tábori Kornél (1879–1944) író, újságíró
- Tárnai Attila (1970) színész
- Tiboldi Mária (1939–2023)[45] Jászai Mari-díjas színésznő, a Budapesti Operettszínház örökös tagja
- Timár Sándor (1930) a Nemzet Művésze címmel kitüntetett, Kossuth-díjas magyar koreográfus, táncpedagógus; a Csillagszemű Gyermektáncegyüttes alapítója
- Tisza József (1914–1980) politikus, 1952–1954-ben begyűjtési miniszter
- Tóth István (1951) olimpiai ezüstérmes, kétszeres világbajnok, magyar birkózó, edző
- Tóth Tihamér (1889–1939) teológus, veszprémi püspök
- Uj Péter (1969) újságíró, az Index.hu és a 444.hu főszerkesztője
- Ujházy Ferenc (1827–1921) festőművész
- Urbán Erika (1949–2021) színésznő
- Varga Tamás (1975) kétszeres olimpiai bajnok vízilabdázó
- Vass Lajos (1955) magyar színházi szakember, szocialista politikus
- Verseghy Ferenc (1757–1822) költő, nyelvész
- Veszeley Mária (1927–1989) magyar színésznő
- Világhy Miklós (1916–1980) jogász, az MTA tagja
- Zalán Tibor (1954) József Attila-díjas magyar költő, író, dramaturg
- Zámbori Soma (1979) színész

### A város neves lakói
- Itt élt Borsos József királyi ügyész, a Szolnoki Királyi Ügyészség elnöke.
- Itt élt Tabák Lajos szociofotográfus.
- Itt élt és tanult 1967–1969 között Farkas Bertalan vadászpilóta, űrhajós.
- Itt sportolt 1954-től haláláig Kanizsa Tivadar kétszeres olimpiai bajnok vízilabdázó, úszó, edző.
- Itt született, sportolt, élt és a fél várost megtanította úszni Hasznos István olimpiai bajnok vízilabdázó, úszó, edző.
- Itt született Lévai Anikó jogász, Orbán Viktor felesége; 1987 és 1989 között Orbán Viktor is itt élt.
- Itt töltötte gyermekkorát Benedek Szabolcs író.
- Itt végezte a gimnáziumot Kozma László villamosmérnök, egyetemi tanár, akadémikus.
- Számontartják Tarján Imre fizikus, akadémikus, egyetemi tanárt, aki a szolnoki Verseghy Ferenc Gimnáziumban érettségizett 1930-ban. Tiszteletére megyei fizikaversenyt rendeznek 2000 óta minden év novemberében.
- Hasonlóképpen számon tartják Szegő Gábor matematikus, egyetemi tanár nevét is, aki a szolnoki Verseghy Ferenc Gimnázium jogelődjében érettségizett. Tiszteletére a gimnáziumban matematikaversenyt alapítottak, valamint egy iskolát is elneveztek róla.
- A Szolnok Vár Főplébánia plébánosa 1986-tól 2006-ig Ft Gacsári Kis Sándor prépost atya volt, 2006-tól 2008-ig pedig Hernádi László h főesperes atya.
- 1989-ben alakult meg a Szórványhelynökségen belül a Szolnoki Görögkatolikus Egyházközség, melynek első alapító paróchusa és templomépítője, a Partos kápolna restauráltatója volt 2012 augusztusáig FT Jaczkó György, aki ezenkívül a hajdúdorogi egyházmegye konzultora, majd 2013 szeptemberétől egyházmegyei építésügyi főelőadó is volt. 2013-ban a város Ezüst Pelikán-díjjal köszönte meg munkásságát.

### Díszpolgári címet kapott
- 2001. Anisits Ferenc gépészmérnök
- 2002. Detrekői Ákos mérnök, geodéta
- 2003. Szurmay Ernő (1923–2016) pedagógus, a Verseghy Ferenc Megyei Könyvtár igazgatója[46]
- 2004. Tabák Lajos fotóművész
- 2005. Rost Andrea operaénekesnő
- 2007. Schwajda György rendező, színházigazgató
- 2009. Pintér Sándor, gyermekgyógyász, a Hetényi Géza megyei kórház csecsemő- és gyermekosztályának vezetője
- 2010. Mága Zoltán, zenész, hegedűművész
- 2011. Sárközy Pál (Nagybócsai) (1928) reklámügynök, amatőr festő, Nicolas Sarkozy francia köztársasági elnök édesapja[47]
- 2013. Peter Spuhler, a Stadler AG cégvezető tulajdonosa
- 2014. Timár Sándor, táncművész, koreográfus
- 2015. B. Nagy Pál olimpiai bajnok párbajtőrvívó
- 2016. Hámori József biológus
- 2017. Nyerges Zsolt ügyvéd, sportvezető[48][49][50]
- 2018. ifj. Béres József kémikus, id. Béres József fia, a Béres Gyógyszergyár Zrt. elnöke[51]
- 2019. Mihályi Gábor (1958) koreográfus, a Magyar Állami Népi Együttes művészeti vezetője[52]

## Szolnok az irodalomban
- Szolnok a helyszíne és ihletője Móra Ferenc A Szép Mihály istene című írásának.

## Testvérvárosok[53]
- Riihimäki, Finnország
- Reutlingen, Németország
- Nagybánya, Románia
- Bielsko-Biała, Lengyelország
- Forlì, Olaszország
- Soham, Izrael
- Juza, Japán[54]
- Eastwood, Egyesült Királyság
- Rakvere, Észtország
- Szanmenhszia, Kína
- Jinzhong, Kína

### Leendő testvérvárosok
- Szokol, Oroszország

### Kultúra
- Hild Viktor Városi Könyvtár (korábbi változat: www.vkszolnok.c3.hu)
- Aba-Novák Kulturális Központ
- Városi televízió (Szolnok TV)
- Csomóponti Művelődési Központ és Könyvtár Archiválva 2007. március 21-i dátummal a Wayback Machine-ben
- Jász-Nagykun-Szolnok Vármegyei Levéltár
- Jász-Nagykun-Szolnok Megyei Múzeumok Igazgatósága
- Szolnoki Szimfonikus Zenekar
- Bartók Béla Kamarakórus
- Szolnoki Kodály Kórus
- Három templom van minálunk… (Szolnoki vallástörténeti mozaik)
- Szolnoki Tiszavirág Fesztivál a FesztiválPortálon

### Mindennapok
- Aktív Rádió
- Szolnok Online
- A Tisza Szolnoknál (Szolnok a Tiszánál – blog)
- A „Nagyváros” Szolnokon (Egy legendás városrész blogja)
- A szolnoki „Szecska” (a Széchenyi városrész blogja)
- A szolnoki Újváros (a déli városrész blogja)
- Szolnoki Cégek (szolnoki cégek, szolgáltatók, vállalkozók)